# Nokia
Die Nokia Corporation (finnisch: Nokia Oyj [ˈnɔkiɑ] schwedisch: Nokia Abp, auch Nokia genannt) ist ein finnischer multinationaler Konzern für Telekommunikations- und Informationstechnologie, der 1865 gegründet wurde. Der Hauptsitz von Nokia befindet sich in Espoo, im Großraum Helsinki, aber die eigentlichen Wurzeln des Unternehmens liegen in der Region Tampere in Pirkanmaa. Im Jahr 2020 beschäftigte Nokia rund 92.000 Mitarbeiter in über 100 Ländern, war in mehr als 130 Ländern tätig und erzielte 2024 einen Jahresumsatz von rund 19 Milliarden Euro. Nokia ist eine Aktiengesellschaft, die an der Nasdaq Helsinki und der New York Stock Exchange notiert ist. Laut Fortune Global 500 war das Unternehmen gemessen am Umsatz 2016 das 415. größte Unternehmen der Welt und belegte 2009 den 85. Platz. Das Unternehmen ist Bestandteil des Börsenindex Euro Stoxx 50.
Das Unternehmen war in seiner über 150-jährigen Geschichte in verschiedenen Branchen tätig. 1865 als Zellstofffabrik und Holzstoffhersteller gegründet, war es lange Zeit mit Gummi und Kabeln verbunden, bevor man sich ab den 1970er-Jahren zu einem Mischkonzern und Telekommunikationsunternehmen wandelte. Nokia leistete einen bedeutenden Beitrag zur Mobilfunkindustrie und war an der Entwicklung der GSM-, 3G- und LTE-Standards beteiligt. Zwischen 1998 und 2011 war Nokia der weltweit größte Anbieter von Mobiltelefonen und Smartphones. Auf seinem Höhepunkt im Jahr 2000 machte Nokia 4 % des finnischen BIP, 21 % der gesamten Exporte des Landes und 70 % des Marktkapitals des Nasdaq Helsinki aus.
Nachdem 2007 das iPhone und ein Jahr später das erste Android Phone auf den Markt gekommen waren, musste Nokia auch aufgrund einer Reihe schlechter Managemententscheidungen bald einen drastischen Rückgang seines Anteils am Mobiltelefonmarkt hinnehmen. Anfang 2011 versuchte man durch eine Partnerschaft mit Microsoft für das Betriebssystem Windows Phone die Trendwende. Die Partnerschaft endete 2014 mit dem Verkauf der Nokia-Mobiltelefonsparte an Microsoft. Dort wurde sie in Microsoft Mobile eingegliedert. Microsoft beendete die Produktion seiner Lumia-Reihe schließlich im Jahr 2016. Nur ein Jahr später kehrte die Marke Nokia allerdings auf den Handy- und Smartphone-Markt zurück. Der finnische Elektronikhersteller HMD Global bietet im Rahmen einer Lizenzvereinbarung Smartphones und Feature-Phones unter der Marke Nokia an, die unter anderem auf Android basieren und von Foxconn produziert werden. Im März 2024 wurde bekannt, dass künftig keine Geräte mehr unter dem Namen Nokia gebaut werden. Vielmehr sollen sie unter dem eigenen Markennamen HMD verkauft werden. Darüber hinaus lizenziert Nokia die Rechte an seiner Marke für andere Consumer-Produkte an diverse Unternehmen. Auf diese Weise sind bereits Fernseher, Set-Top-Boxen, Laptops und Kopfhörer erschienen.
Unter anderem mit der kompletten Übernahme des bisher zu 49 % Siemens gehörenden Joint Venture Nokia Siemens Networks begann Nokia selbst ab den 2010er-Jahren, sich wieder stärker auf sein Telekommunikationsinfrastrukturgeschäft zu konzentrieren. Teil dieses Kurses waren auch die Veräußerung des Kartendiensts Here-Maps und die Übernahme von Alcatel-Lucent im Jahr 2016. 2018 stieg Nokia zum weltweit größten Netzwerkausrüster vor Ericsson, Huawei und ZTE auf. Das Unternehmen betreibt mit den Nokia Bell Labs eine der bedeutendsten Forschungs- und Entwicklungsabteilungen der Welt, deren Mitarbeiter bereits neun Nobelpreise gewonnen haben. Darüber hinaus ist Nokia weiterhin ein wichtiger Patentlizenzgeber für nahezu alle großen Mobiltelefonhersteller.

## Geschäftsfelder
Seit Beginn der 2020er-Jahre ist Nokia in vier Geschäftsfelder aufgeteilt, die von den Nokia Bell Labs bei Forschung und Entwicklung unterstützt werden:

### Mobile Networks
Mobile Networks entwickelt Technologien, die es Dienstanbietern, der Industrie und dem öffentlichen Sektor ermöglichen, kritische Mobilfunk-Netzwerke zu schaffen. Das Portfolio von Mobile Networks umfasst RAN- und MWR-Produkte, zugehörige Netzmanagementlösungen sowie Netzplanung und -optimierung, Netzeinführung und technische Supportleistungen. So demonstrierte Nokia Mobile Networks schon im Januar 2018 mit dem Schweizer Telekommunikationsanbieter Salt Mobile die Leistungsfähigkeit des 5G-Netzes und liefert 2019 u. a. die 5G-Netzinfrastruktur für Salt Mobile; seit Juli 2020 ist Nokia jedoch nicht mehr alleiniger Lieferant für Salt Mobile. Mobile Networks wird von Tommi Uitto geleitet.

### Network Infrastructure
Network Infrastructure arbeitet zusammen mit Unternehmen und Behörden an Technologien für kritische Netze. Diese Netze unterstützen Verbraucher, Unternehmen und Webscaler. So werden zum Beispiel Dienste für etablierte Telekommunikationsbetreiber angeboten, um eine neue Welle der industriellen Digitalisierung zu ermöglichen. Seit 2018 ist Federico Guillén Präsident von Network Infrastructure.

### Cloud and Network Services
CNS entwickelt Lösungen zur Umstellung von Kommunikationsdienstleistern (CSPs) und Unternehmen auf Cloud-native Software und As-a-Service-Geschäfte sowie Core-Netzwerke. 2020 wurde Raghav Sahgal Präsident von Cloud and Network Services.

### Nokia Technologies
Nokia Technologies erfindet und vermarktet Technologien, die intelligente Geräte verbessern und neue Benutzererfahrungen bieten. Dabei wird mit Geräteherstellern in Lizenzverfahren zusammengearbeitet, um ihnen zu ermöglichen, von Nokia entwickelte Technologien in ihre Produkte zu integrieren. Nokia Technologies wird von Jenni Lukander geleitet.

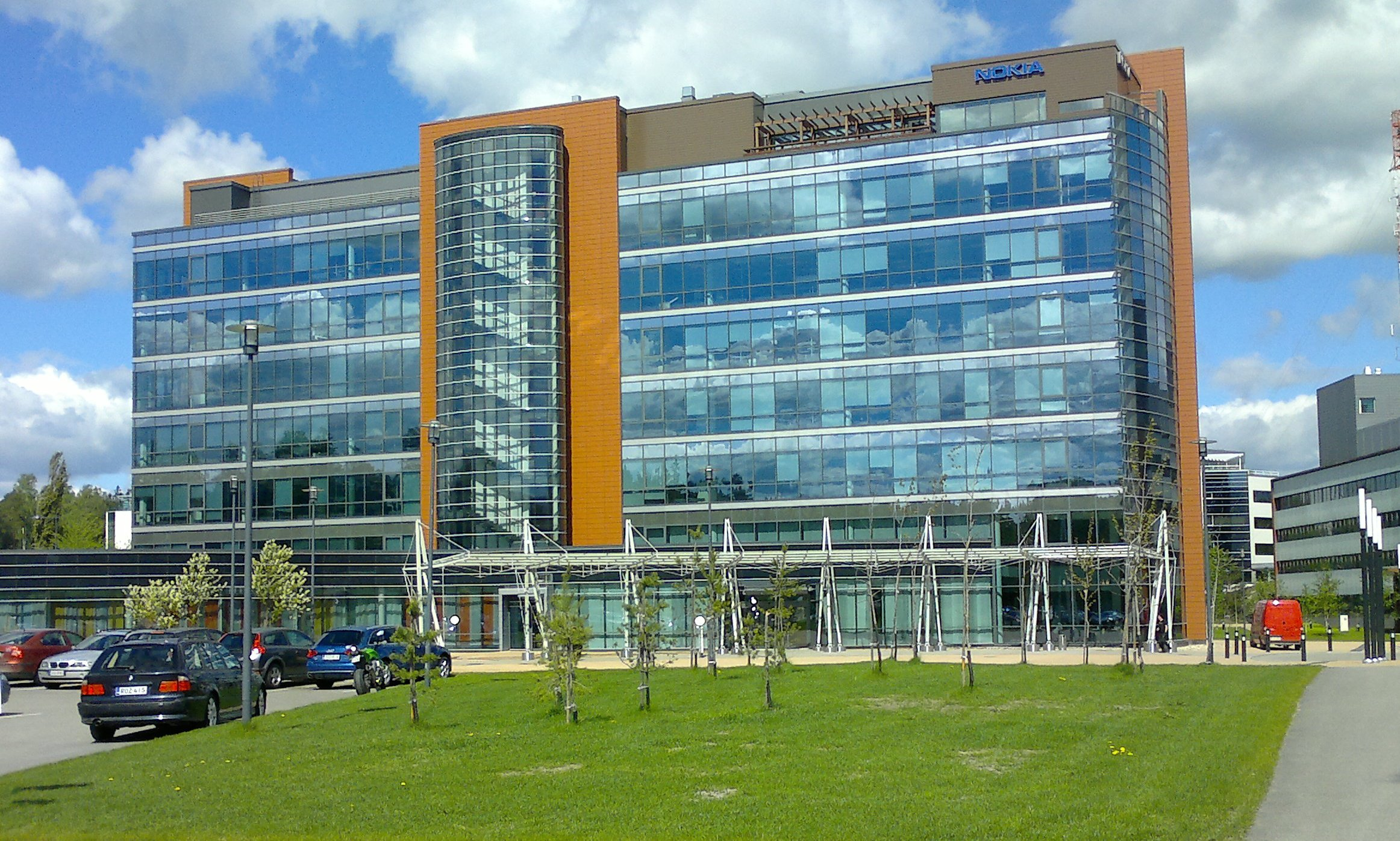
Nokia HQ
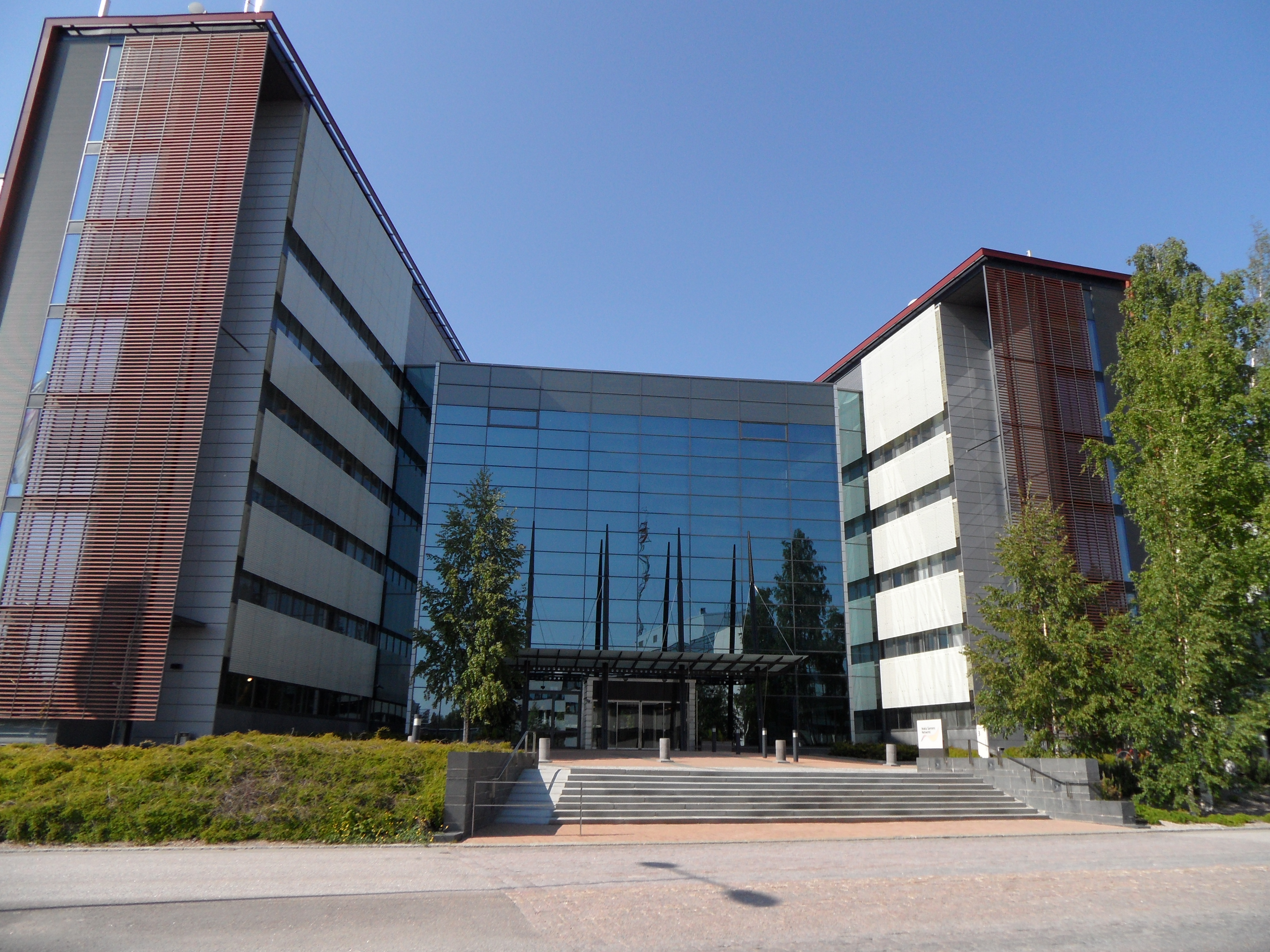
Nokia-Büro in Espoo, Finnland
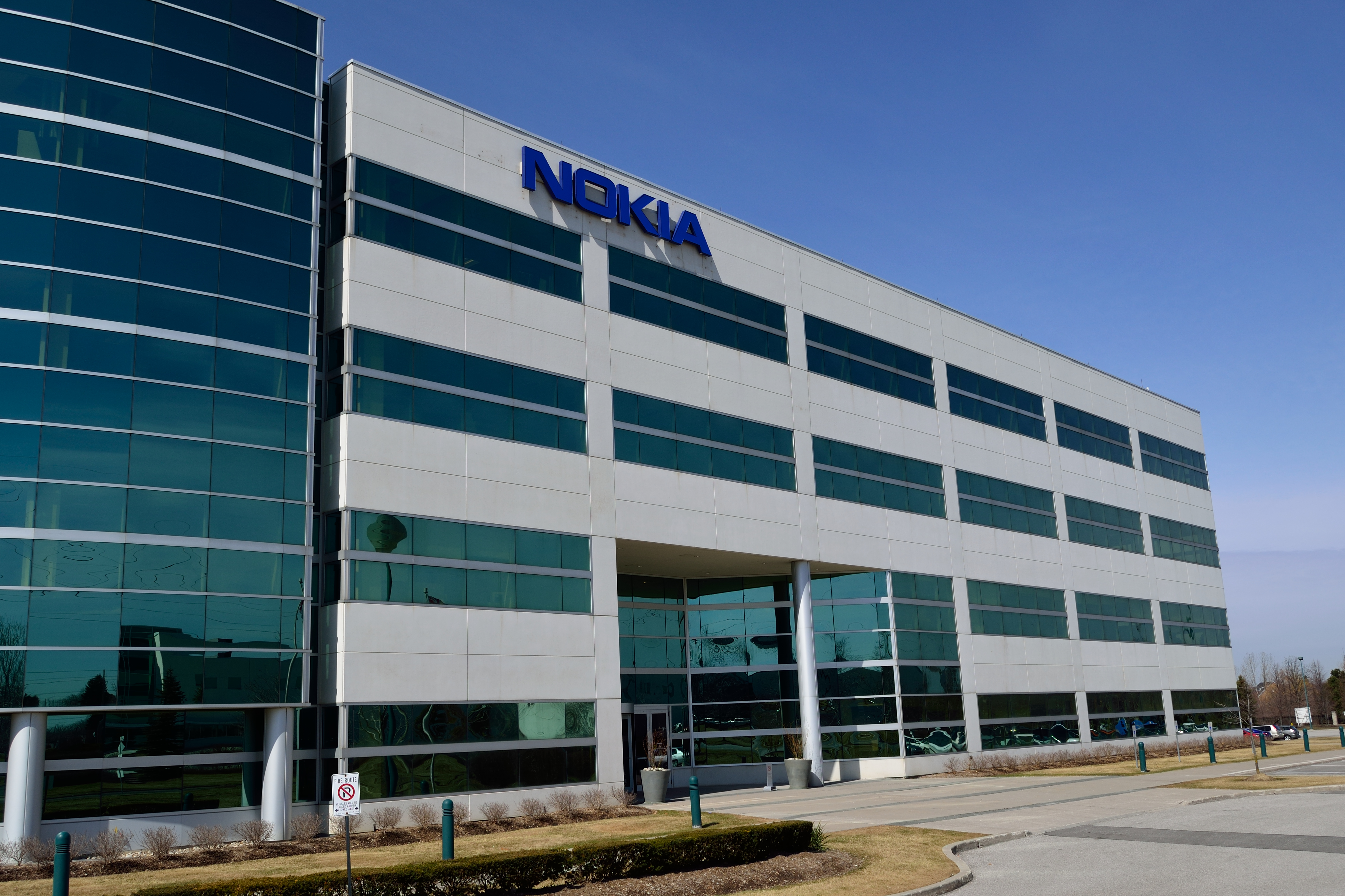
Nokia-Büro in Markham, Ontario, Canada, 2016 – übernommen mit Alcatel-Lucent
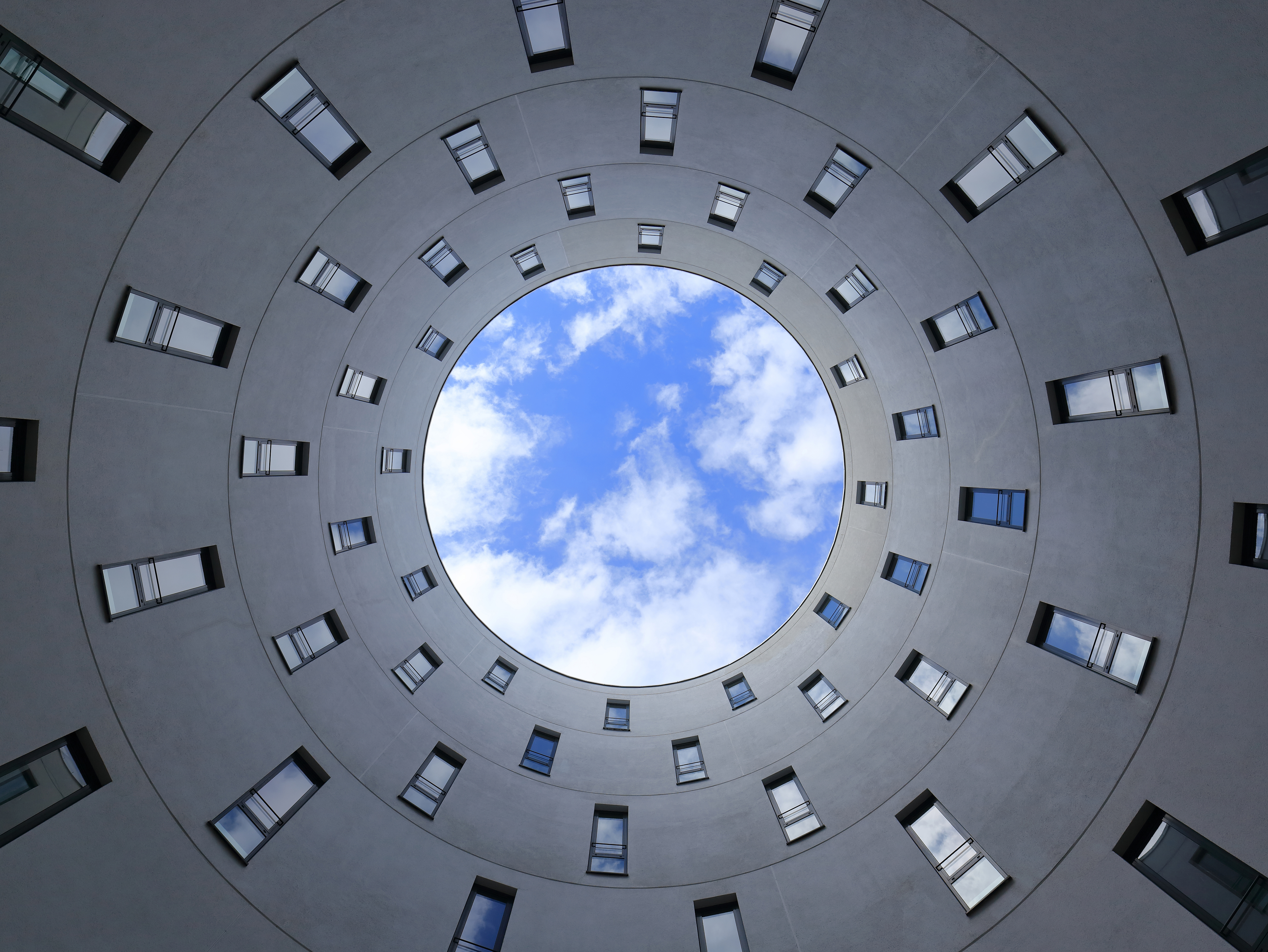
Nokia-Büro in München
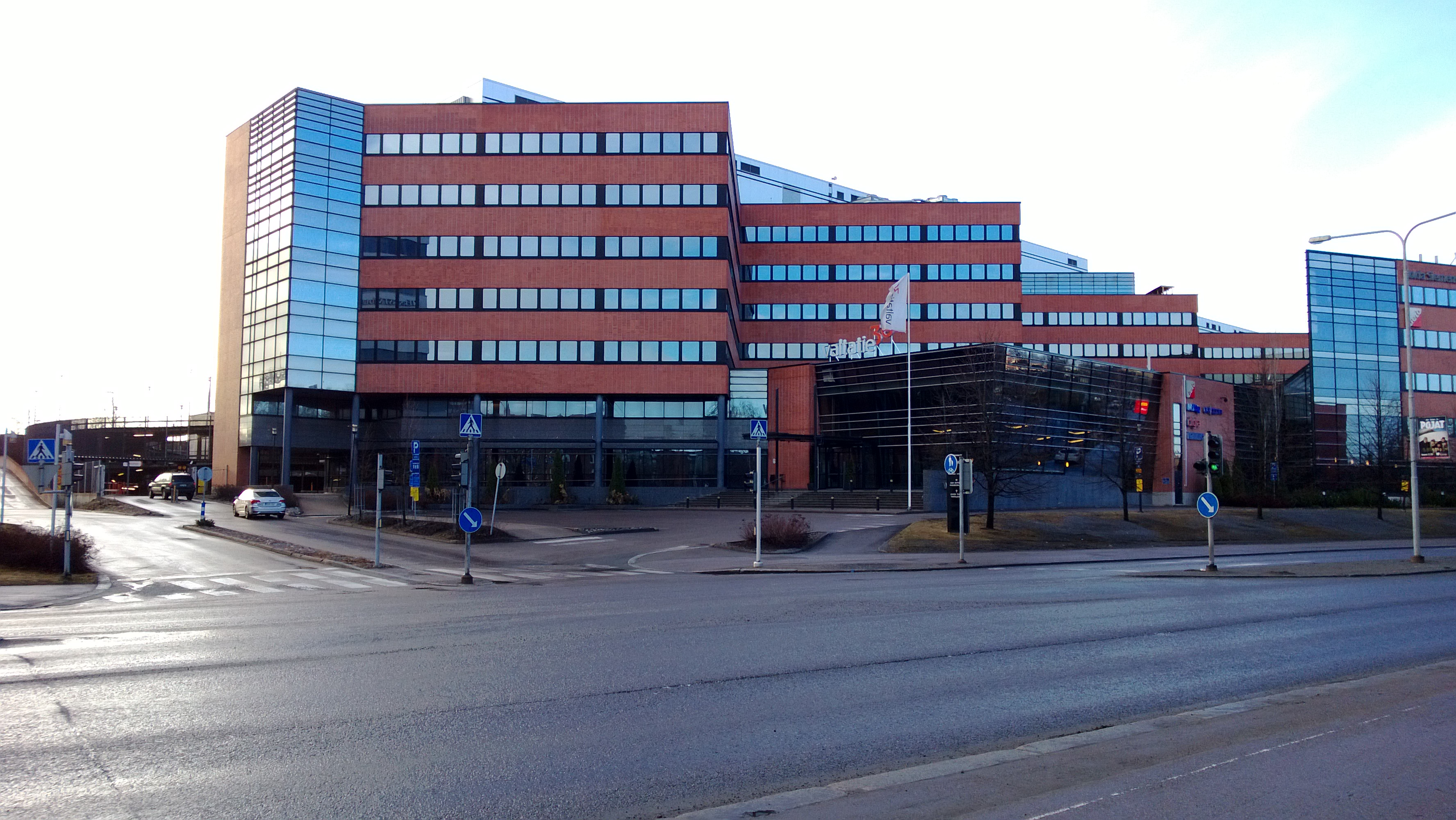
Nokia-Büro in Tampere, Finnland
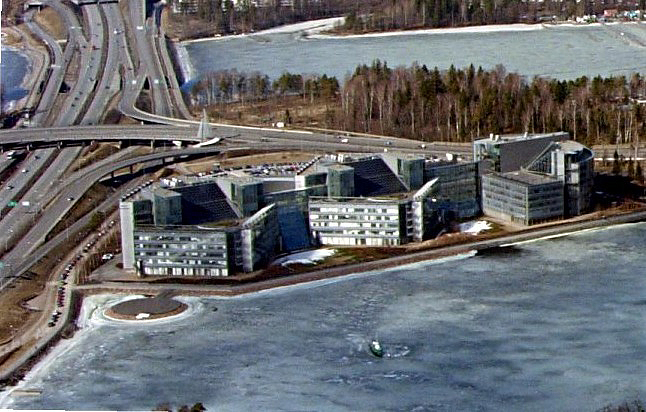
Frühere Nokia-Zentrale in Keilaniemi, Finnland
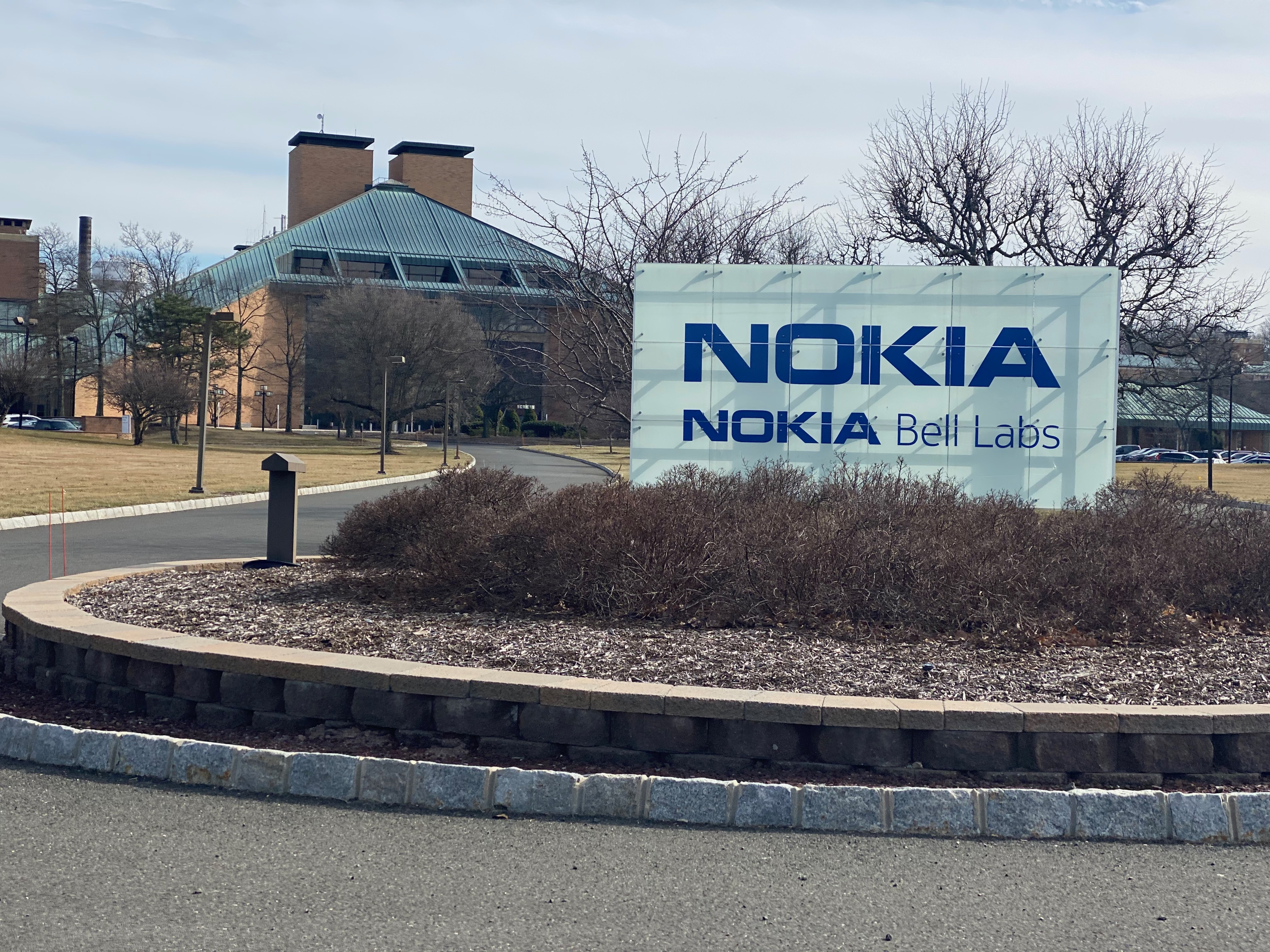
Nokia Bell Labs in Murray Hill, New Jersey

## Unternehmensgeschichte

### 1865 bis 1966: Gründerjahre und Diversifizierung

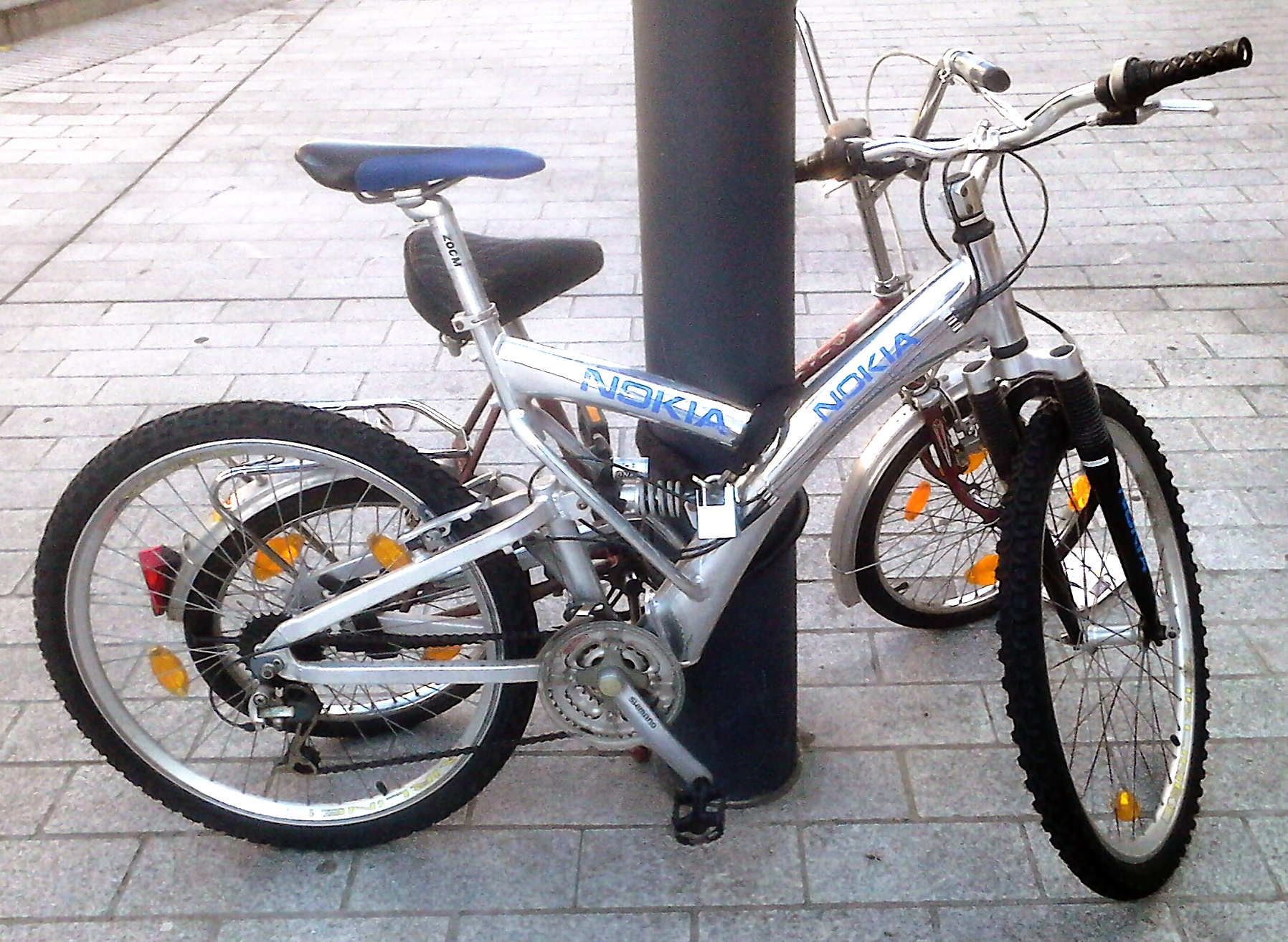
Fahrrad von Nokia

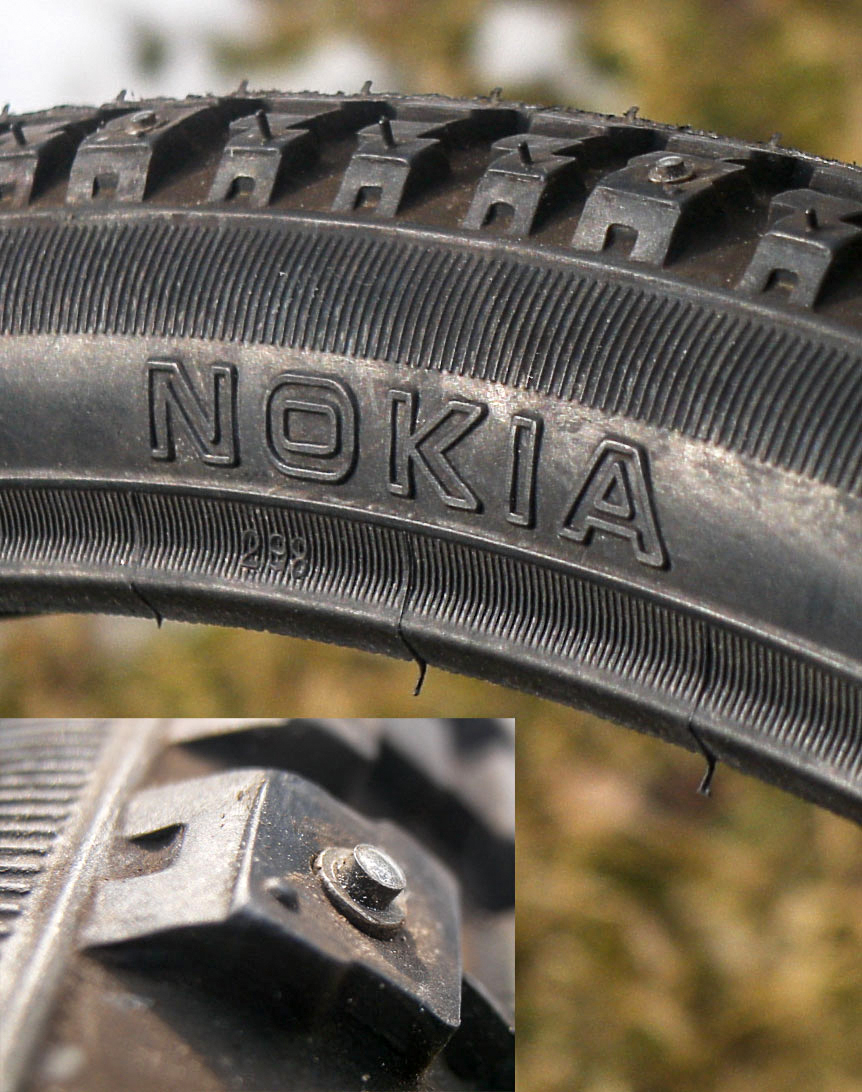
Fahrradwinterreifen von Nokia

Das Unternehmen wurde 1865 von dem Ingenieur Fredrik Idestam (1838–1916) in Tampere im Südwesten Finnlands gegründet und stellte anfangs Papiererzeugnisse her, die nach Russland und Großbritannien exportiert wurden. 1868 eröffnete Idestam ein Zweitwerk in der unweit westlich gelegenen Stadt Nokia. Die Nokia Aktiebolag wurde 1871 zusammen mit Idestams Studienfreund Leo Mechelin (1839–1914) gegründet. Die folgenden Jahre der Firmengeschichte waren geprägt von Unternehmenszukäufen, wodurch sich Nokia zu einem Mischkonzern wandelte. Mechelin war von 1898 bis 1914 Geschäftsführer und leitete die Diversifikation des Unternehmens in Richtung Stromerzeugung ein. Seit Beginn des 20. Jahrhunderts produzierte das Unternehmen vor allem Gebrauchsgegenstände wie Gummistiefel und Radmäntel für Rollstühle. Noch heute prangt der Name Nokia auf vielen Fahrradreifen, sie werden allerdings nicht mehr vom Unternehmen produziert, sondern von Nokian Tyres, einem – ebenfalls am Ort ansässigen – einstigen Tochterunternehmen von Nokia.

### 1967 bis 1980: Fusion und Entwicklung zum Mischkonzern

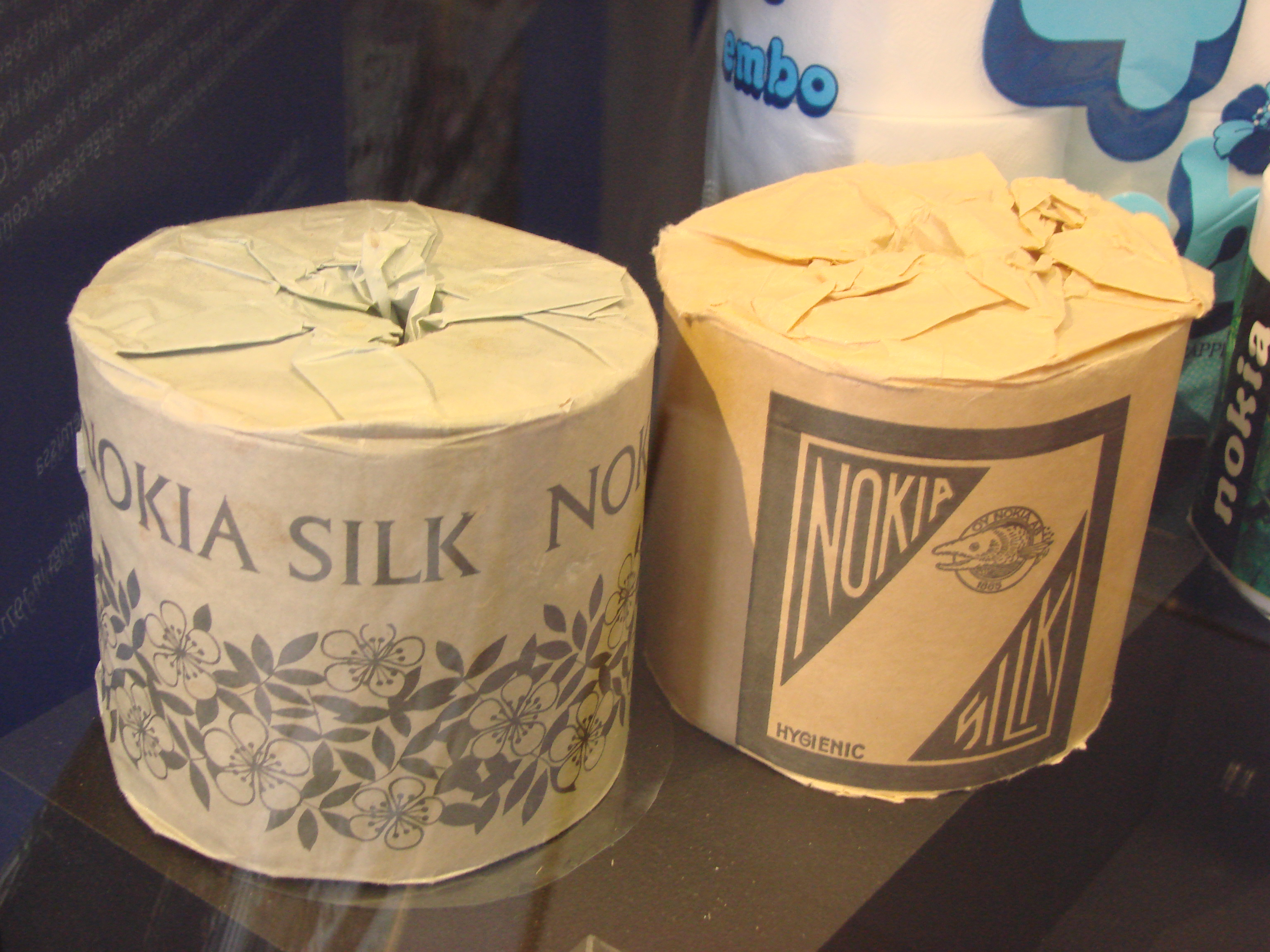
Toilettenpapier von Nokia

Die Nokia Corporation (Nokia Oyj) entstand 1967 durch den Zusammenschluss der Nokia Aktiebolag – der ursprünglichen Papierfabrik – mit den Suomen Gummitehdas (Finnische Gummi-Werke) und den Suomen Kaapelitehdas (Finnische Kabelwerke). Die drei finnischen Firmen waren bereits seit den 1910er-Jahren durch gegenseitige Aufkäufe miteinander verbunden und seit 1922 in einer Hand, nachdem die Suomen Gummitehdas bereits 1918 Nokia Ab und 1922 die Suomen Kaapelitehdas aufgekauft hatte. Trotzdem blieben die Firmen aufgrund der damaligen Gesetzeslage separat bestehen.
Mit der Fusion wurde der Grundstein für das künftige Technologieunternehmen gelegt, wenngleich die vier Geschäftsbereiche des Konzerns zunächst noch aus Papier, Elektronik, Gummi und Kabel bestanden. Aus den ehemaligen Gummi-Werken entwickelte sich unter anderem der Reifenhersteller Nokian Tyres, den Nokia 1988 zunächst abspaltete, 1995 in Helsinki an die Börse brachte und 2003 an Bridgestone verkaufte.

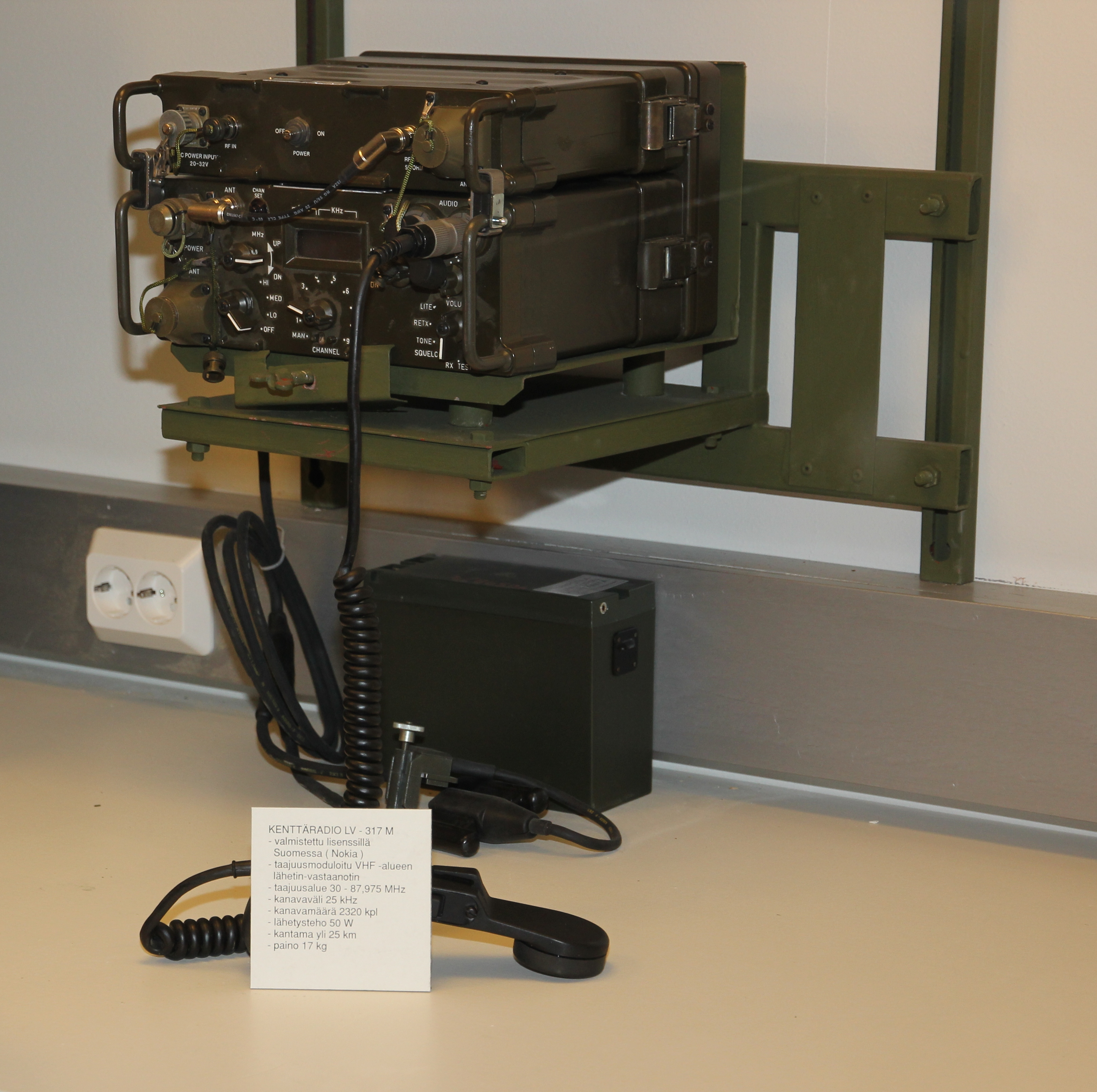
Militärfunkgerät von Nokia

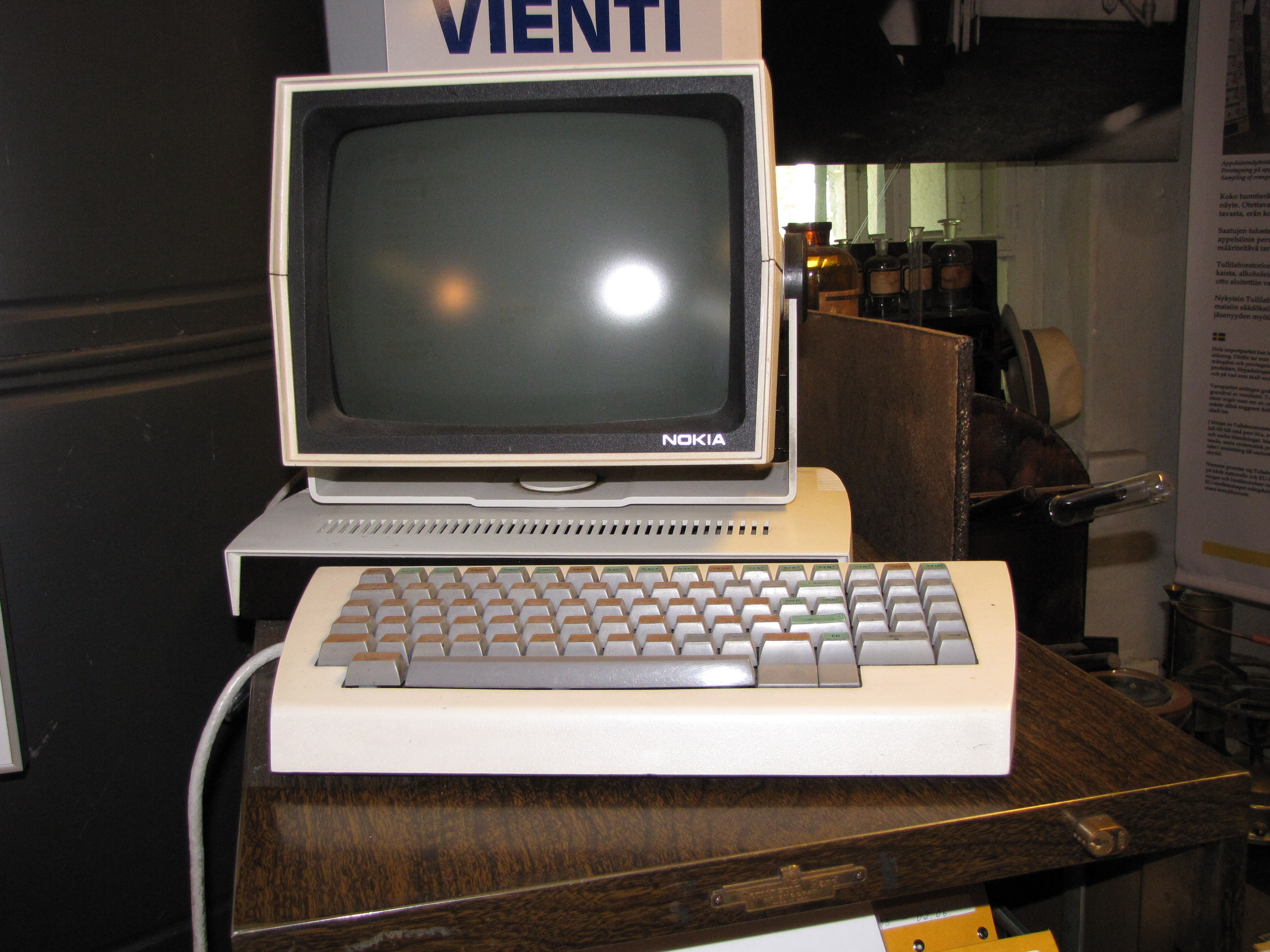
Nokia Mikko 3 Minicomputer, 1978

1975 ging Nokia mit dem finnischen Elektronikhersteller Salora ein Joint Venture über Radiogeräte ein. Daraus wurde 1979 die Mobira Oy. 1982 erwarb Nokia den Salora-Anteil und nannte die Geschäftseinheit Nokia-Mobira Oy, bis sie 1989 in Nokia Mobile Phones umbenannt wurde. Auch der ehemalige Partner Salora wurde sukzessive bis 1989 von Nokia übernommen.
Bereits 1984 hatte Nokia den schwedischen TV-Hersteller Luxor und 1987 den französischen TV-Gerätebauer Oceanic gekauft. 1988 folgte die Übernahme des Bereichs Audio-Video-Elektronik der ehemaligen ITT-Tochter Standard Elektrik Lorenz (SEL) mit ca. 8.000 Beschäftigten und etwa 1,5 Milliarden DM Umsatz unter den Markennamen ITT Schaub-Lorenz und Graetz. Mit Hauptstandort in Pforzheim firmierte der Bereich ab 2. Februar 1988 als Nokia-Graetz GmbH und vertrieb noch einige Jahre vor allem Farbfernsehgeräte, Videorecorder und Verstärker unter der Marke ITT Nokia, bis der finnische Mutterkonzern das Geschäft mit Unterhaltungselektronik aufgab, um sich ganz auf Mobiltelefone zu konzentrieren.

### 1981 bis 1997: Expansion und Aufstieg als Technologieunternehmen

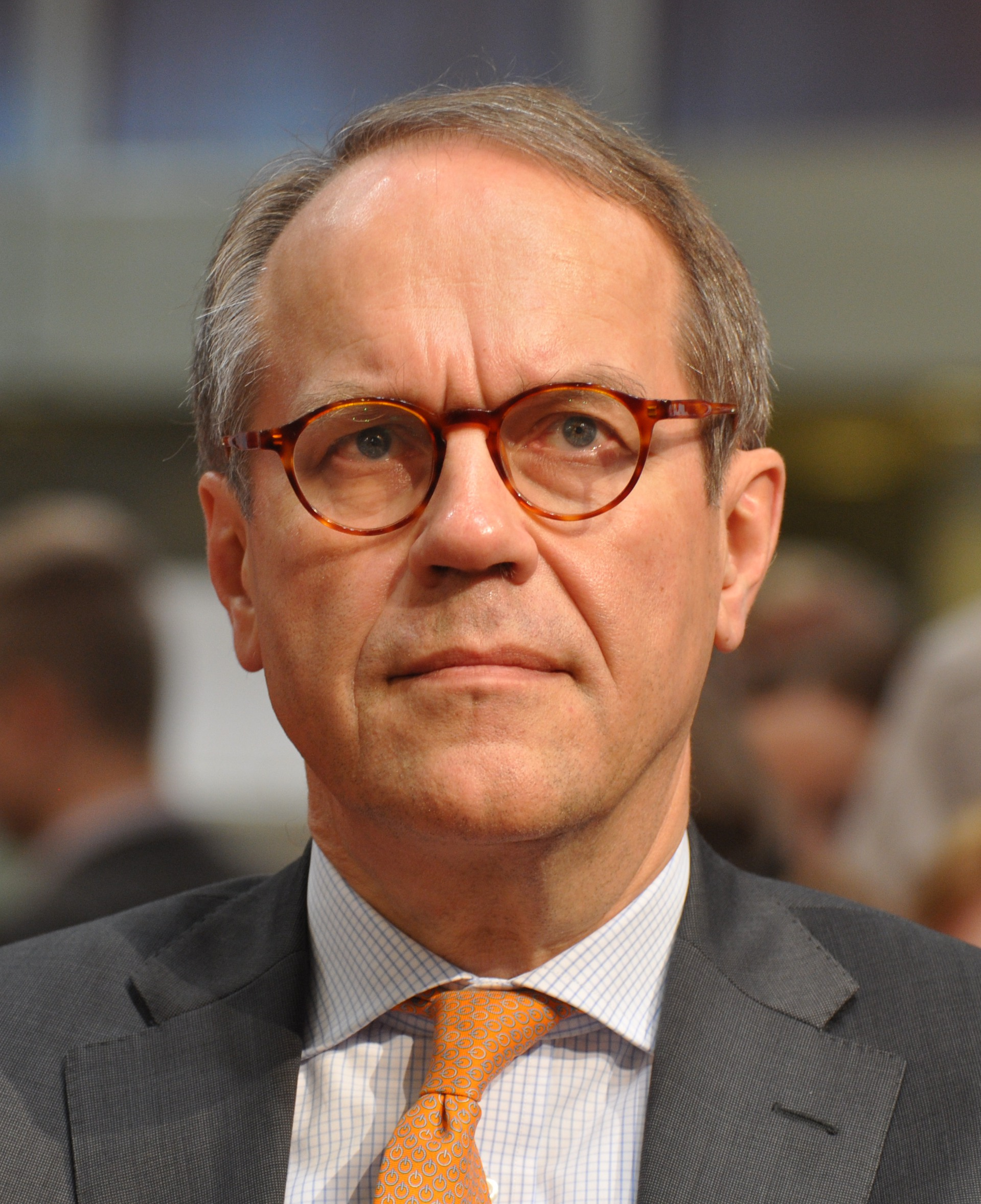
Jorma Ollila, CEO von 1992 bis 2006

1981 erhielt Skandinavien sein erstes Mobilfunknetz NMT. Nokia stellte ab 1982 mit dem Mobira Senator, das fast 10 Kilogramm wog, die ersten tragbaren Autotelefone für dieses Netz her. Die Nokia-Geschäftsführung hatte die Mobiltelefonsparte anfangs noch als Spielerei angesehen. 1987 folgte aus dem Hause Nokia das erste wirklich tragbare Mobilfunktelefon, das Mobira Cityman 900.
Mitte der 1980er-Jahre beschäftigte Nokia in hundert Tochtergesellschaften rund 30.000 Mitarbeiter und generierte einen Umsatz von umgerechnet fünf Milliarden D-Mark. Nachdem 1987 der GSM-Standard eingeführt worden war, präsentierte Nokia 1992 das Nokia 1011, ein fast 500 Gramm schweres Mobiltelefon.
Zwischen 1981 und 1987 brachte Nokia unter dem Namen MikroMikko eine Reihe von Mikrocomputern und Laptops auf den Markt. Im Jahr 1988 kaufte Nokia das PC-Geschäft von Ericsson Information Systems und verschmolz es mit der bisherigen Abteilung zu Nokia Data mit Sitz in Stockholm. Allerdings wurde die PC-Sparte 1991 wieder an die britische International Computers Limited (ICL) verkauft, die ihrerseits 1990 wiederum von Fujitsu aufgekauft wurde, woraus 1999 zusammen mit Siemens Fujitsu Siemens Computers entstand.
In Deutschland übernahm die Nokia-Graetz GmbH im März 1988 mit dem Audio-Video-Bereich der Standard Elektrik Lorenz AG (SEL) und deren 8.000 Mitarbeitern auch die Marke Schaub Lorenz, die 1955 von den SEL-Vorgängern C. Lorenz AG aus Berlin und der von ihr 1940 übernommenen G. Schaub Apparatebau aus Pforzheim eingeführt worden war. Zu der Übernahme gehörten auch die Werke des Unternehmens Graetz in Bochum (TV-Produktion), ein Holzwerk in Geroldsgrün sowie das Bildröhrenwerk in Esslingen am Neckar. Aus der Fabrikationsstätte in Bochum wurde das Nokia-Werk Bochum, wo die Nokia Unterhaltungselektronik (Deutschland) GmbH zunächst Fernsehgeräte und SAT-Empfänger weiterbaute und ab 1989 Mobiltelefone produzierte. Außerdem wurde durch den Kauf der Philips Kommunikations Industrie GmbH das Portfolio auf Glasfaserkabel ausgeweitet.

### 1998 bis 2008: Internationaler Erfolg mit Mobiltelefonen

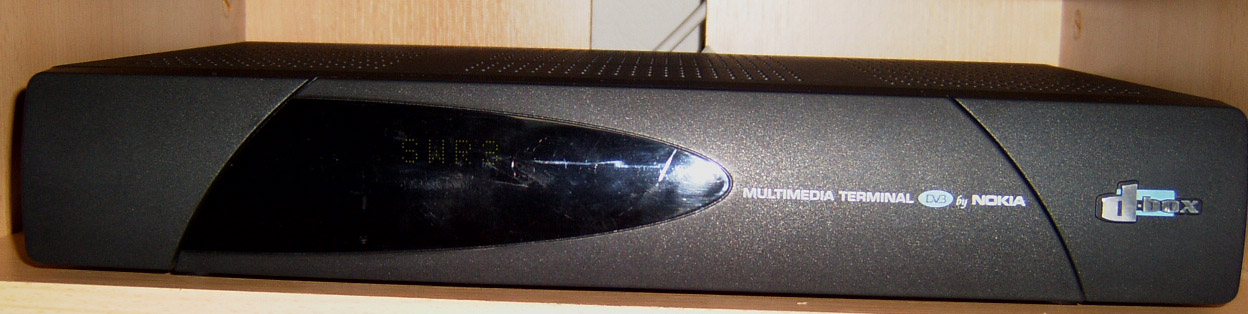
Eine d-box 1 (digitaler Sat-Receiver) von Nokia

Spätestens ab Ende der 1990er-Jahre genoss Nokia, das bereits 1991 Technophone aufgekauft hatte, weltweit ein Renommée als Hersteller von hochwertigen Mobiltelefonen. Die sechs Geschäftsbereiche Ende der 1980er-Jahre waren Telekommunikation, Unterhaltungselektronik, Kabel und Maschinen, Datenverarbeitung, Mobiltelefone und Industrie. Von den Sparten Papier, Gummi, Bodenbeläge und Ventilationssysteme hatte man sich aber bereits getrennt, Nokia 1998 die Symbian Ltd. unter der Leitung von Psion mitgründete, um als Nachfolger von EPOC32 ein neues Betriebssystem für PDAs und Smartphones zu entwickeln. Sie veröffentlichten 2001 den Nokia 9210 Communicator mit Symbian OS und schufen im selben Jahr die Symbian Series 60-Plattform, die sie später mit ihrem ersten Kamerahandy, dem Nokia 7650, einführten. Sowohl Nokia als auch Symbian wurden schließlich zum größten Hersteller von Smartphone-Hardware und -Software. und im Februar 2004 wurde Nokia der größte Aktionär von Symbian Ltd. Nokia erwarb das gesamte Unternehmen im Juni 2008 und gründete die Symbian Foundation als Nachfolger.

1998 wurden 41 Millionen Nokia-Mobiltelefone weltweit verkauft und damit der größte Konkurrent Motorola überholt. Der Nokia-Umsatz steigerte sich um 50 %, der Gewinn schoss um 75 % in die Höhe und der Aktienpreis kletterte um 220 %, wodurch sich die Marktkapitalisierung von Nokia auf um die 70 Milliarden US-Dollar belief. Auch aufgrund dieses Erfolgs stieß das Unternehmen bis Mitte der 2000er-Jahre nahezu alle anderen Geschäftsbereiche ab und konzentrierte sich auf das Handy-Geschäft.

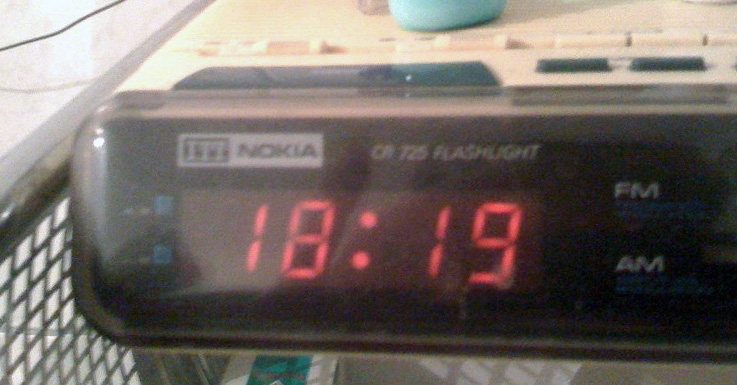
Ein Radiowecker von Nokia

2005 entwickelte Nokia ein Linux-basiertes Betriebssystem Maemo, das zuerst im selben Jahr mit dem Nokia 770 Internet Tablet vertrieben wurde. Am 31. August 2006 wurde die Übernahme des Berliner Start-up-Unternehmens gate5 AG bekanntgegeben. Die Übernahme markiert eine deutliche Korrektur in der Unternehmensstrategie, da sich der Konzern nun auch als Softwareproduzent im Bereich von Navigationslösungen und anderen Geodiensten positionierte. Die neue Ausrichtung wurde 2007 mit dem Kauf der Firma Navteq untermauert.
Im Jahr 2007 wurde der Konzern aufgrund des Erfolgs im Markt für Mobiltelefone – man verkaufte 2007 insgesamt 437 Mio. Mobiltelefone und erreichte damit einen Marktanteil von etwa 40 Prozent – durch die Fusion der Netzwerksparten von Nokia und Siemens zum Joint-Venture Nokia Siemens Networks neu aufgestellt. Das Unternehmen ging am 1. April 2007 an den Start, als zu diesem Zeitpunkt drittgrößter Telekommunikationsausrüster der Welt hinter Alcatel-Lucent und Ericsson-Marconi.

### 2008 bis 2011: Schwierigkeiten im Smartphone-Markt

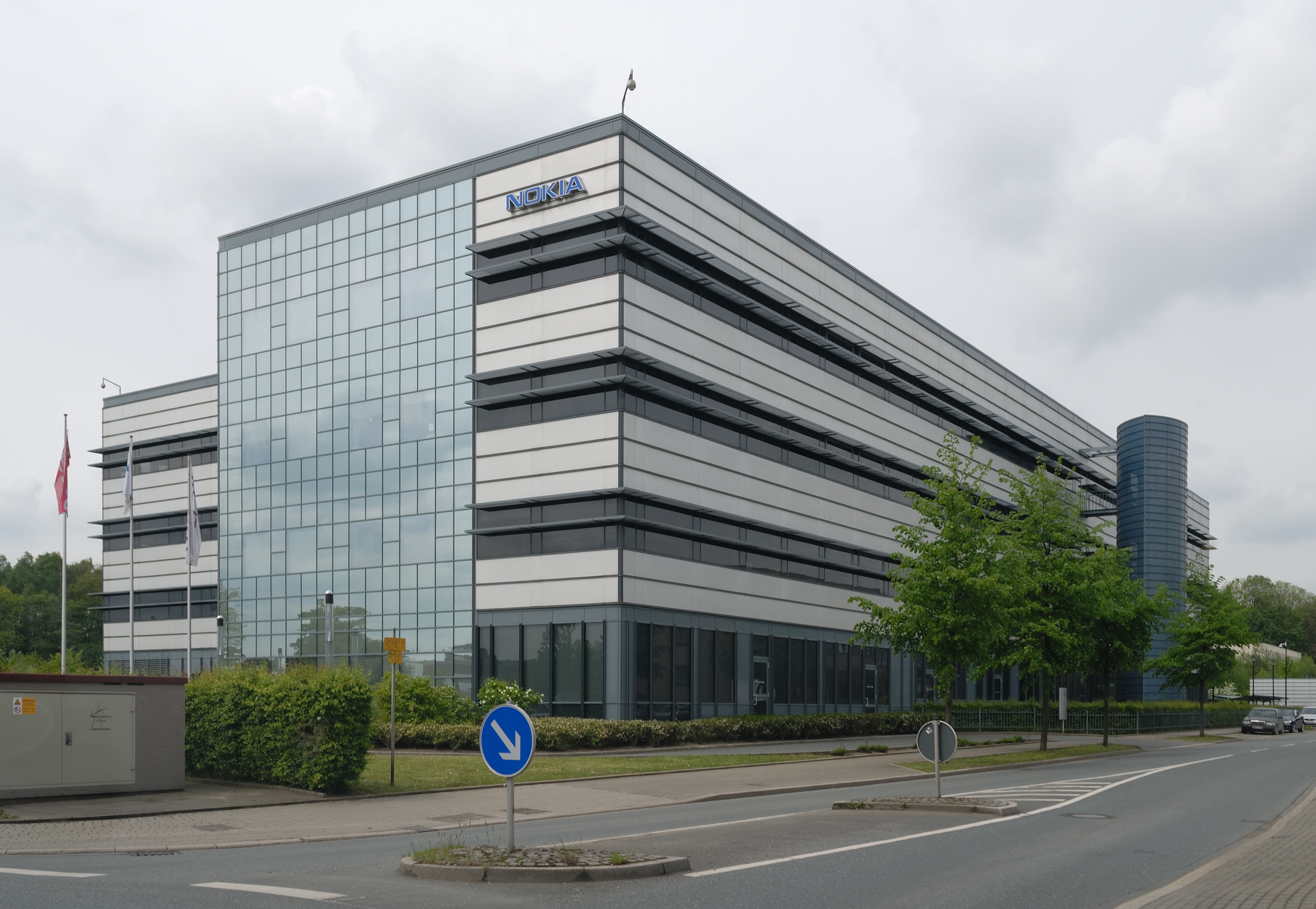
Ehemalige Nokia-Produktionsstätte in Bochum

Im Dezember 2008 verkaufte Nokia den Bereich Sicherheitstechnik an Check Point, inklusive einer Reihe von Firewall- und VPN-Produkten. Außerdem wurde die Produktion aus Kostengründen immer mehr aus angestammten Werken verlagert. Dies traf 2008 das Werk Bochum, als Nokia ankündigte, das Werk zu schließen um die Produktion nach Rumänien, Ungarn und Finnland zu verlagern, was Kritik vom nordrhein-westfälischen Ministerpräsidenten und einem Umsatzrückgang in Deutschland um 18 Prozent nach sich zog.
Trotz sinkender Marktanteile konnte Nokia bis Ende 2010 steigende Verkaufszahlen verzeichnen, doch ab 2011 begannen die Verkäufe, insbesondere bei Symbian-Smartphones, einzubrechen. 2011 präsentierte man das Smartphone N9 mit dem neuen Betriebssystem MeeGo als Hoffnungsträger, stieg aber schon kurze Zeit später erneut um, nachdem die Konzernspitze beschlossen hatte, künftig Windows Phone statt der Eigenentwicklungen Symbian und MeeGo zu nutzen. Der Umstieg begann Ende 2011, als auf der Hausmesse Nokia World in London mit dem Lumia 800 das erste Smartphone mit dem Betriebssystem von Microsoft vorgestellt wurde.
Durch diese Entwicklung bedingt meldete Nokia 2011 erstmals seit vielen Jahren einen Verlust nach Steuern. Im ersten Quartal 2012 wurde Nokia schließlich von Samsung als weltgrößter Mobiltelefonhersteller abgelöst. Als Konsequenz kündigte Nokia an, bis 2013 bis zu 10.000 Stellen zu streichen, so etwa im kanadischen Burnaby, im finnischen Salo sowie am deutschen Forschungsstandort Ulm. Nokia plante, einen Großteil seiner Smartphone-Fertigung von den vorhandenen Produktionsstätten in Europa und Mexiko nach Asien zu verlegen.

### 2012 bis 2015: Neuorientierung und Verkauf von Handy-Sparte und Kartendiensten
Ab Oktober 2012 verfolgte Nokia zunächst offiziell das Ziel, den Kartendienst Here zum führenden Anbieter von Geodiensten zu machen. So stellte Nokia in Partnerschaft mit Microsoft seine Kartendienste auf Geräten mit dem Betriebssystem Windows Phone zur Verfügung. Zudem wurden entsprechende Nutzungsvereinbarungen mit dem Onlinehändler Amazon.com und dem Rabattcouponanbieter Groupon geschlossen. Zuletzt konnte Nokia den Unternehmenssoftwarekonzern Oracle für seine Kartendienste gewinnen.
Am 1. Juli 2013 gab Nokia bekannt, Nokia Siemens Networks für 1,7 Milliarden Euro vollständig zu übernehmen. Nach der Übernahme wurde aus Nokia Siemens Networks (NSN) zunächst Nokia Solutions and Networks (NSN). Am 29. April 2014 wurde Rajeev Suri, bisher Chef der Tochtergesellschaft Nokia Solutions and Networks, zum Vorstandsvorsitzenden des Restkonzerns berufen. Er trat diesen Posten am 1. Mai 2014 offiziell an.
Außerdem gab Nokia am 3. September 2013 Pläne bekannt, die gesamte Mobiltelefonsparte für umgerechnet 5,4 Mrd. Euro (3,79 Milliarden Euro zuzüglich 1,65 Mrd. Euro für Patentlizenzen) an Microsoft zu verkaufen und sich in Zukunft auf das Netzwerkgeschäft und seine Kartendienste zu konzentrieren. Der Firmenchef Stephen Elop trat zurück und wurde wenig später Chef der Handysparte bei Microsoft. Die Aktionäre stimmten der Übernahme im November 2013 zu. Die Übernahme erfolge offiziell am 25. April 2014.
Im Zuge des Verkaufs verlegte Nokia seinen Hauptsitz in die ebenfalls in Espoo befindliche Zentrale der Tochtergesellschaft Nokia Networks, während die bisherige Zentrale an Microsoft Mobile überging. Noch im selben Jahr informierte Microsoft die Öffentlichkeit darüber, dass etwa 12.500 der 25.000 übernommenen Nokia-Angestellten entlassen würden. Der finnische Finanzminister Antti Rinne erklärte daraufhin gegenüber der Zeitung Kauppalehti, Finnland sei bewusst getäuscht worden. Microsoft begann aufgrund der befristeten Nutzungslizenz des Namens Nokia umgehend damit, einen Markenwechsel durchzuführen. Die Marke Windows Phone wurde aufgegeben und der Namen Nokia durch Microsoft ersetzt. Gemäß Vertrag mit Microsoft durfte Nokia selbst bis Ende 2015 keine Smartphones und bis 2024 keine Einfach-Handys auf den Markt bringen; für Tablets galt diese Vereinbarung nicht.
Wenige Monate nach der Übernahme gab Microsoft zunächst die sofortige Schließung der bisherigen Nokia-Fabriken in Peking und Dongguan und die Verlagerung eines Teils der Anlagen nach Vietnam bekannt; betroffen waren davon 9.000 Mitarbeiter. Später kündigte Microsoft die vollständige Auflösung der früheren Nokia-Handysparte und die Entlassung der verbliebenen 7.800 Mitarbeiter an. Mobiltelefone sollten zukünftig von anderen Herstellern gefertigt werden. Für den Konzern bedeutete dies eine Abschreibung in Milliardenhöhe.

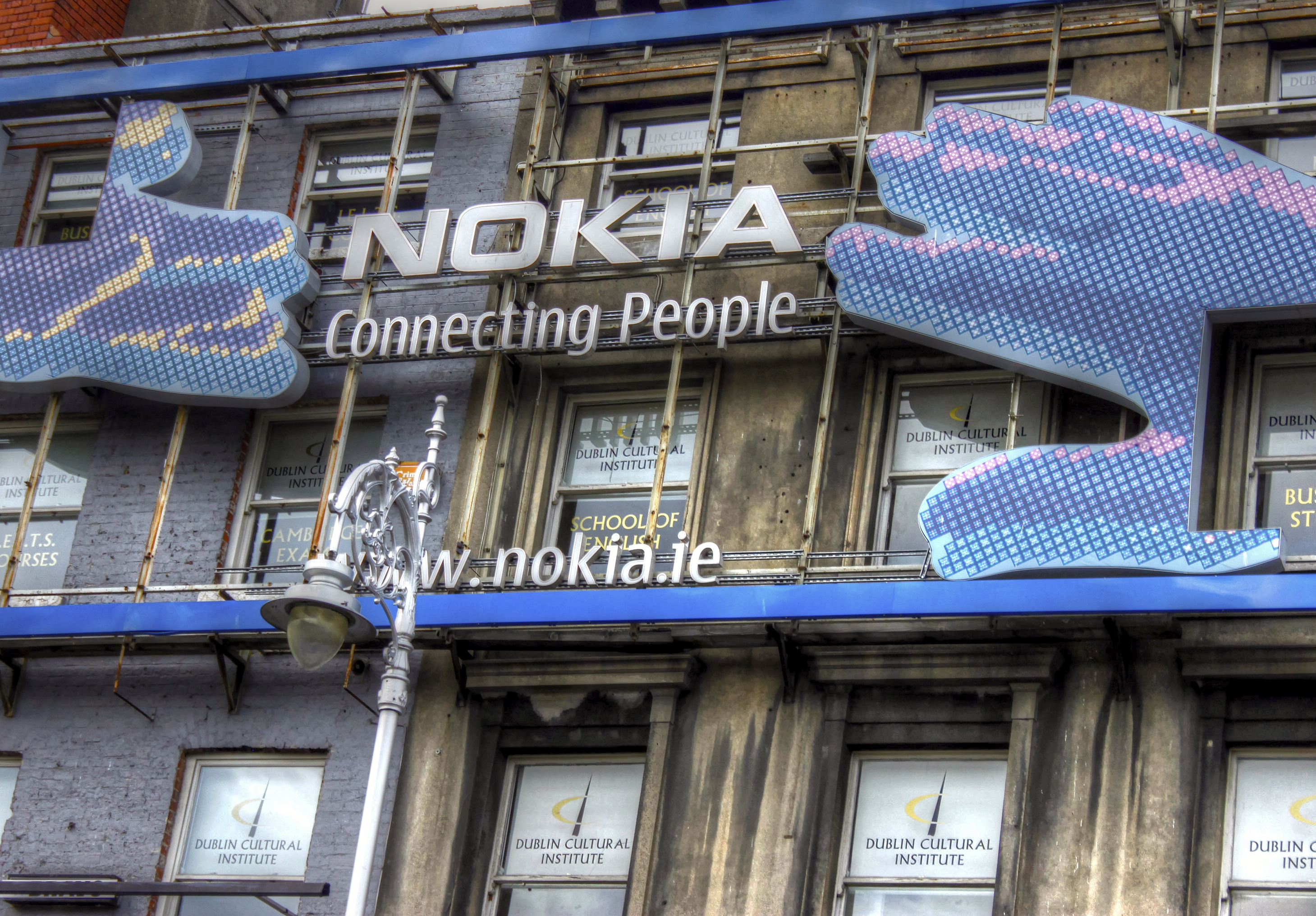
Nokia-Werbung in Dublin, 2012

Im August 2015 wurde der Kartendienst Here an die deutschen Autokonzerne Daimler, Audi und BMW verkauft. Dieser Geschäftsbereich war aus dem 2007 übernommenen US-Geodaten-Anbieter Navteq und dem zuvor von diesem übernommenen Online-Routenplaner Map24 entstanden. Nokia-Mobiltelefone mit eingebautem GPS-Empfänger boten über die Nokia-Maps-Software eine kostenlose Offline-Navigation an. Im August 2013 umfasste der Kartendienst 196 Länder. Nach eigenen Aussagen nutzten 1 Milliarde mobiler Geräte – wie Smartphones oder Tablet-PCs – sowie Navigationssysteme Kartendaten von Here bzw. Navteq.
Im Mai 2015 gab Nokia Technologies den Einstieg in das Virtual Reality Segment bekannt. Unter dem Namen Nokia Ozo wurde im November 2015 eine 360°-Kamera für professionelle Filmemacher präsentiert, deren Listenpreis von zunächst 60.000 US-Dollar im August 2016 auf 45.000 Dollar reduziert wurde.

### 2016 bis 2020: Übernahme von Alcatel-Lucent und indirekter Wiedereinstieg in den Handy-Markt
Bereits 2013 hatten Gespräche zwischen Nokia und der französischen Alcatel-Lucent bezüglich einer Fusion der beiden Technologie-Konzerne im Rahmen von Nokias künftiger Konzentration auf die Netzwerksparte stattgefunden. Im Herbst 2014 wurden diese Gespräche wieder aufgenommen und am 15. April 2015 gab Nokia schließlich bekannt, Alcatel-Lucent für rund 15,6 Mrd. Euro in Aktien übernehmen zu wollen.
Am 6. Januar 2016 wurden etwa 80 Prozent der Alcatel-Lucent-Aktien durch neue Nokia-Aktien getauscht; gleichzeitig wurde Nokia in den CAC 40 aufgenommen, wo es Alcatel-Lucent ersetzte. Seit dem 14. Januar 2016 treten die beiden Konzerne unter dem Namen Nokia gemeinsam auf, und der Name Alcatel-Lucent verschwand. Teil dieser Übernahme waren die Bell Laboratories mit Sitz in Murray Hill (New Jersey). Diese gehen auf Alexander Graham Bell zurück und sind das weltweit größte private Forschungsinstitut für Kommunikationstechnik. Lucent war 1996 durch die Abspaltung der Bell Labs von AT&T entstanden. Alcatel wiederum hatte 2006 mit Lucent fusioniert.

Nach dem Verkauf der Mobiltelefon-Sparte an Microsoft ergänzte Nokia das Produktangebot digitaler Gesundheitsprodukte für das Endkundengeschäft unter dem Namen Nokia Health. Um den neuen Geschäftsbereich nicht von Grund auf neu aufbauen zu müssen, übernahm die Firma 2016 für 170 Millionen Euro den 2008 gegründeten französischen Hersteller Withings. Der finnische Konzern wollte das Withings-Angebot weiter ausbauen, stellte allerdings das bestehende Schlafsystem Aura direkt nach der Übernahme ein. Neben Activity Trackern und Fitness-Uhren gehörten unter anderem auch Körperfettwaagen, Thermometer und Blutdruckmessgeräte sowie eine digitale Gesundheitsplattform zum Produktsortiment von Withings. Eine Veränderung der Withings-App durch Nokia sorgte für viel Ärger bei Kunden und teilweise eine Funktionslosigkeit der Withings-Geräte. Anfang 2018 entfernte Nokia die Pulswellenmessung von seinen Waagen. Die Leitung des neuen Geschäftsbereiches verblieb bei Cédric Hutchings, dem bisherigen CEO von Withings. Im Frühjahr 2018 verkaufte Nokia die verlustreiche Digital Health-Sparte, auf deren Firmenwert es 2017 ca. 141 Millionen Euro abgeschrieben hatte, für geschätzte 30 Millionen Euro an den Withings-Mitgründer Eric Carreel, der das Unternehmen unter seinem ursprünglichen Firmennamen fortführen wollte.

Logo von HMD Global

Zumindest als Lizenzmarke kehrte Nokia ab 2016 ins Mobiltelefon-Geschäft zurück. Bereits seit 2015 hatte es bei Nokia Pläne gegeben, mit Partnern ins Handy-Geschäft zurückzukehren. Im Mai 2016 übertrug Nokia vorsorglich die exklusiven Rechte am Namen Nokia für Smartphones, Handys und Tablets an die neu gegründete HMD Global, ebenfalls im finnischen Espoo beheimatet. Kurz darauf gab Microsoft bekannt, sich aus dem Handygeschäft ganz zurückzuziehen. Die Nokia-Markenrechte gingen schließlich Ende 2016 von Microsoft an HMD Global zurück.
HMD Global wurde von ehemaligen Nokia-Managern gegründet und bezahlt für die Nutzung des Markennamens an Nokia Technologies Lizenzgebühren. Nokia selbst ist am Unternehmen HMD Global finanziell nicht beteiligt, erhielt allerdings einen Sitz in deren Aufsichtsrat. HMD Global wählte als Auftragsfertiger für die Produktion, den Verkauf und den Vertrieb der neuen Nokia-Geräte Foxconn, welche Microsoft 2016 das sogenannte feature phone Geschäft mit Einfach-Handys samt Fertigungsstätte in Hanoi und weitere Namensrechte für insgesamt 350 Millionen Dollar abkauften. Neue Nokia-Handys von HMD Global – neben Smartphones auch Retro-Versionen populärer Nokia-Modelle aus früheren Jahren – sind seit Anfang 2017 verfügbar.
Anfang Februar 2017 ließ Nokia verlautbaren, den 1986 gegründeten finnischen OSS-Spezialisten Comptel für 347 Millionen Euro kaufen zu wollen. Die Übernahme folgte am 29. Juni 2017. Im September 2018 wurde bekannt, dass Nokia den Verkauf seines Geschäfts mit IP-Video-Streaming an das kanadische Softwareunternehmen Volaris Group plante. Der Vertrag wurde am 2. Januar 2019 abgeschlossen. Im Gegenzug erhielt Nokia eine Minderheitsbeteiligung an der Volaris Group.

### Ab 2020: Rebranding und erneute Stellenstreichungen
Am 2. März 2020 gab Nokia die Ernennung von Pekka Lundmark zum neuen CEO bekannt. Im selben Monat schloss Nokia die Übernahme von Elenion Technologies ab, einem US-amerikanischen Unternehmen, das sich auf die Silizium-Photonik-Technologie konzentriert, um die Wirtschaftlichkeit moderner optischer Konnektivitätsprodukte zu verbessern. Am 27. Mai 2020 trat Sari Baldauf die Nachfolge von Risto Siilasmaa als Vorsitzende des Verwaltungsrats an, und Kari Stadigh wurde zur stellvertretenden Vorsitzenden ernannt. Im Juni erhielt Nokia von Taiwan Mobile einen 5G-Vertrag im Wert von rund 450 Millionen US-Dollar, um als alleiniger Lieferant das Netz der nächsten Generation des Telekommunikationsbetreibers aufzubauen. Im Oktober gab Nokia einen Vertrag mit der NASA bekannt, um ein 4G-Mobilfunknetz für die Nutzung durch Astronauten auf dem Mond aufzubauen. Der Vertrag im Wert von 14,1 Millionen US-Dollar sollte über die Tochtergesellschaft Bell Labs im Jahr 2022 beginnen.
Im April 2022 gab Nokia bekannt, dass es sich nach dem Einmarsch des Landes in der Ukraine aus dem russischen Markt zurückziehen werde. Das Unternehmen erklärte, dass diese Entscheidung keine Auswirkungen auf seine finanziellen Aussichten haben würde, da Russland im Jahr 2021 weniger als 2 % des Nettoumsatzes von Nokia ausmachte.
Im Februar 2023 führte Nokia im Rahmen einer Keynote auf dem Mobile World Congress 2023 in Barcelona als Teil eines umfassenden Rebrandings ein neues Logo ein. Ziel war, die eigene Markenidentität zu ändern, da der zu diesem Zeitpunkt seit fast 60 Jahren genutzte Markenauftritt von der breiten Öffentlichkeit immer noch stark mit Mobiltelefonen assoziiert wird. Außerdem versuche man, sich als „B2B-Technologie-Innovationsführer, der die digitale Transformation vorantreibt“, zu etablieren. Nokia möchte im Rahmen des Rebranding die Entwicklung neuer Netzwerke für Unternehmen und Industrie sowie die Forschung am nächsten Funkstandard 6G vorantreiben und die Ära des Metaverse bis spätestens 2030 einleiten. Das neue Logo, das den bisherigen Schriftzug durch optische Reduktion vereinfacht, soll der Abgrenzung von der Consumer-Marke Nokia dienen. Durch das Rebranding soll die Entwicklung zum reinen B2B-Geschäft abgerundet werden.
Im Oktober 2023 wurde bekannt, dass Nokia wegen schwacher Umsätze bis 2026 zwischen 800 Millionen und 1,2 Milliarden Euro einsparen will, um das Langfristziel einer operativen Marge von 14 Prozent zu erreichen. Dafür will das Unternehmen bis zu 14.000 Arbeitsplätze weltweit streichen.
Im Dezember 2023 erwarb Nokia für einen ungenannten Betrag die Fenix Group, um sein Mobilfunkangebot im Verteidigungsbereich zu verstärken. Im selben Monat kündigte Nokia einen Deal mit der Lumine Group im Wert von 185 Millionen Euro an, um sein Geräteverwaltungsgeschäft (das aus dem Kauf von Motive, Inc. durch Alcatel-Lucent hervorgegangen war) und sein Servicemanagementgeschäft (früher Mformation) auszugliedern. Die Transaktion wurde im April 2024 abgeschlossen und umfasste die Übernahme von rund 500 Nokia-Mitarbeitern.
Im Februar 2024 gab das Unternehmen bekannt, dass es sein Ziel der Kohlendioxid-Neutralität um 10 Jahre auf 2040 vorverlegt, nachdem es sich zuvor verpflichtet hatte, seinen CO2-Fußabdruck über alle Emissionsbereiche hinweg bis 2030 zu halbieren, ausgehend von 2019 als Basisjahr. Im Juni 2024 erwarb Nokia Infinera für 2,3 Milliarden US-Dollar.

## Nokia-Mobiltelefone
Nokia-Mobiltelefone wurden im Laufe der Zeit bislang von drei Herstellern bzw. in deren Auftrag gebaut: von Nokia selbst (1987/1992 bis 2014), von Microsoft (2014 bis 2016), sowie von HMD Global (2017 bis 2024).

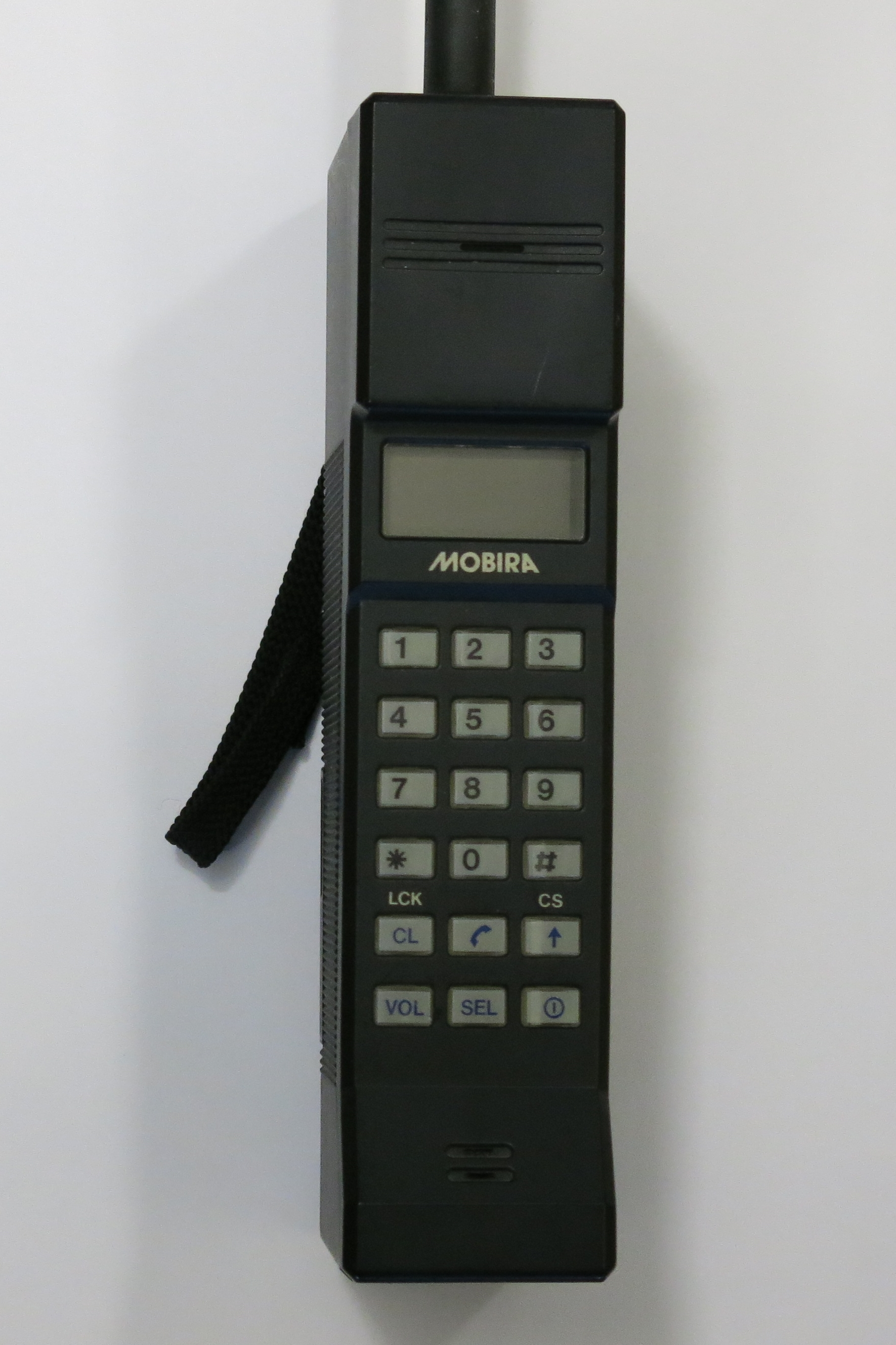
Mobira Cityman 450, 1985
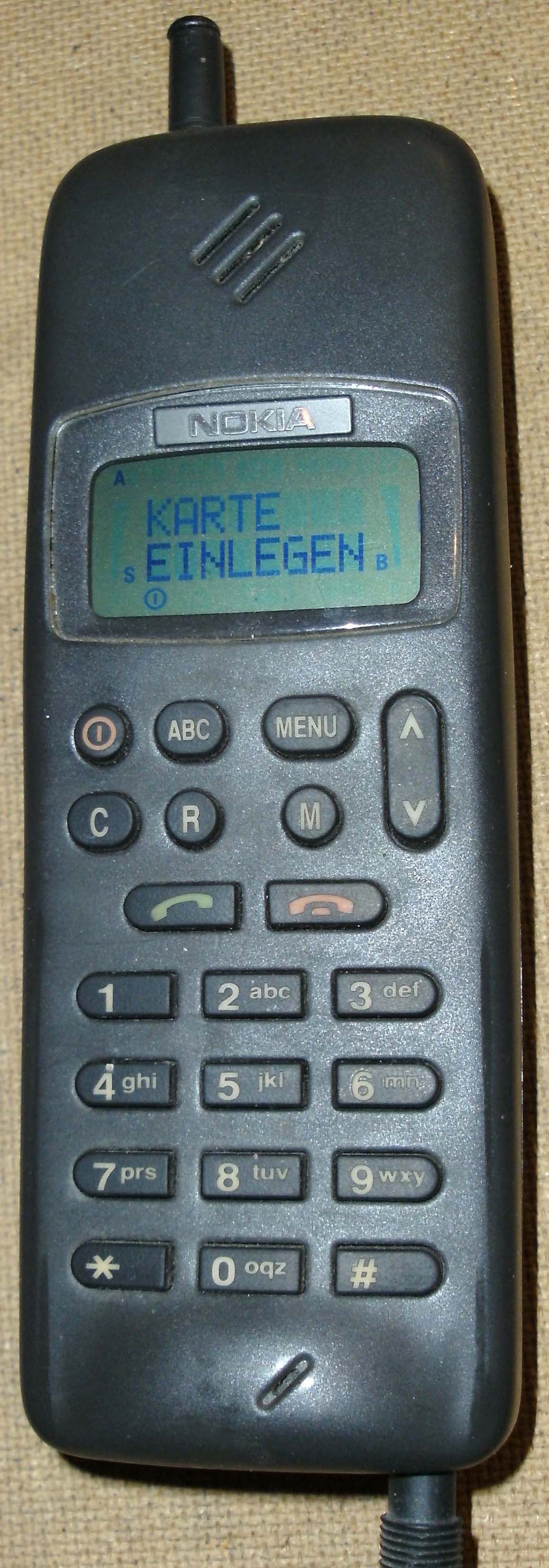
Nokia 1110
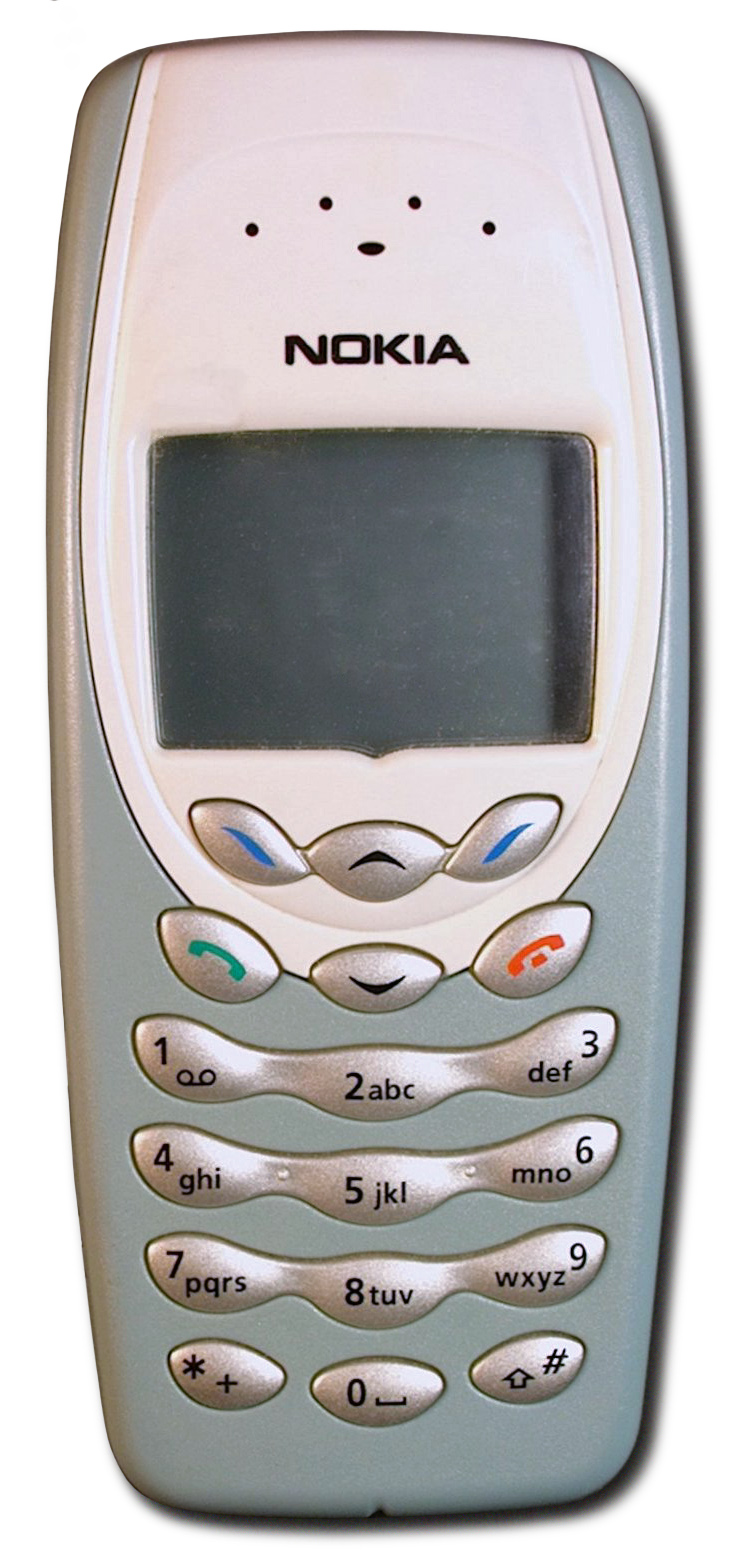
Nokia 3410
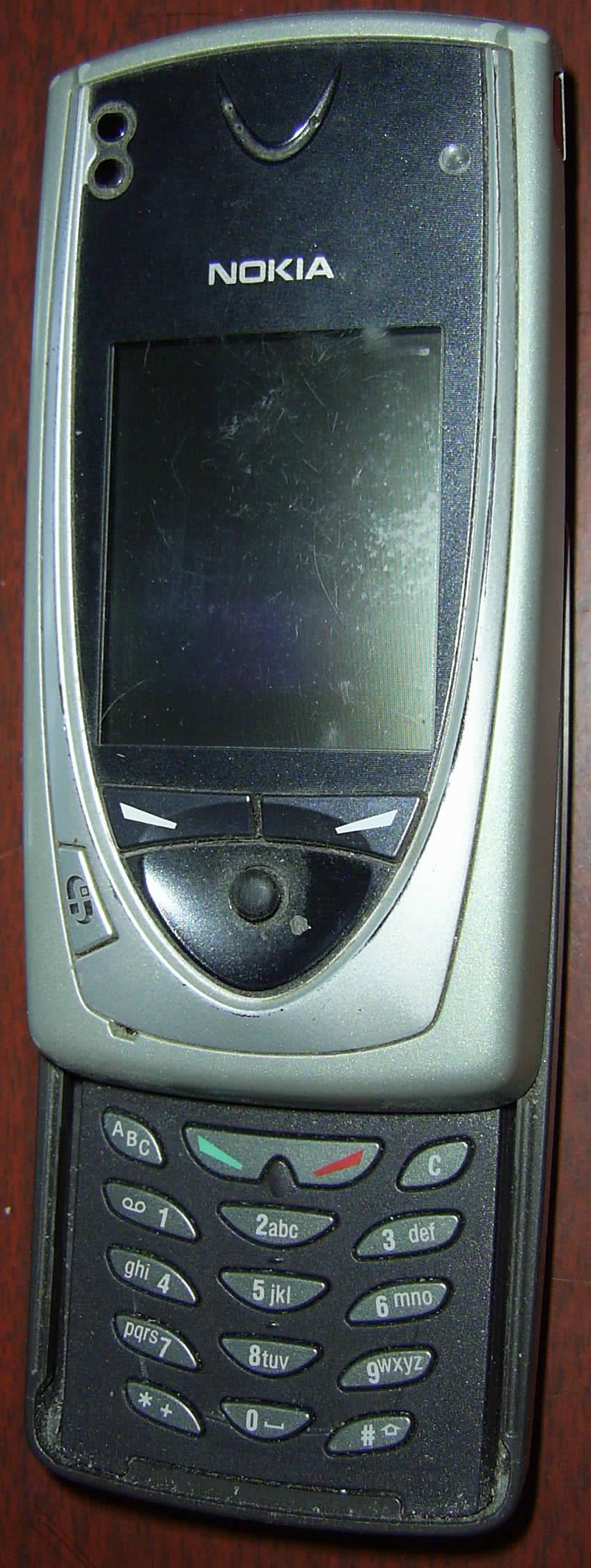
Nokia 7650
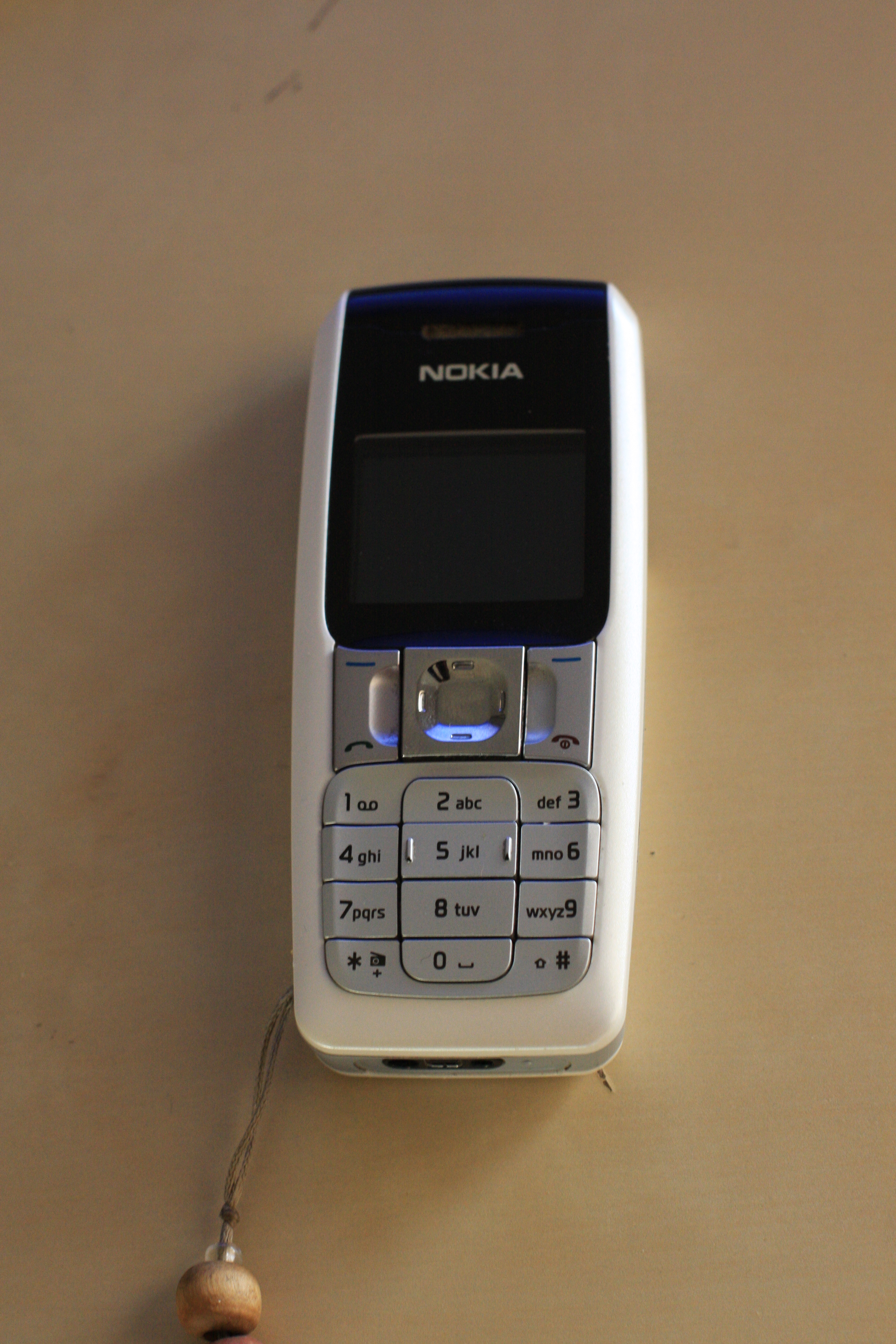
Nokia 2310
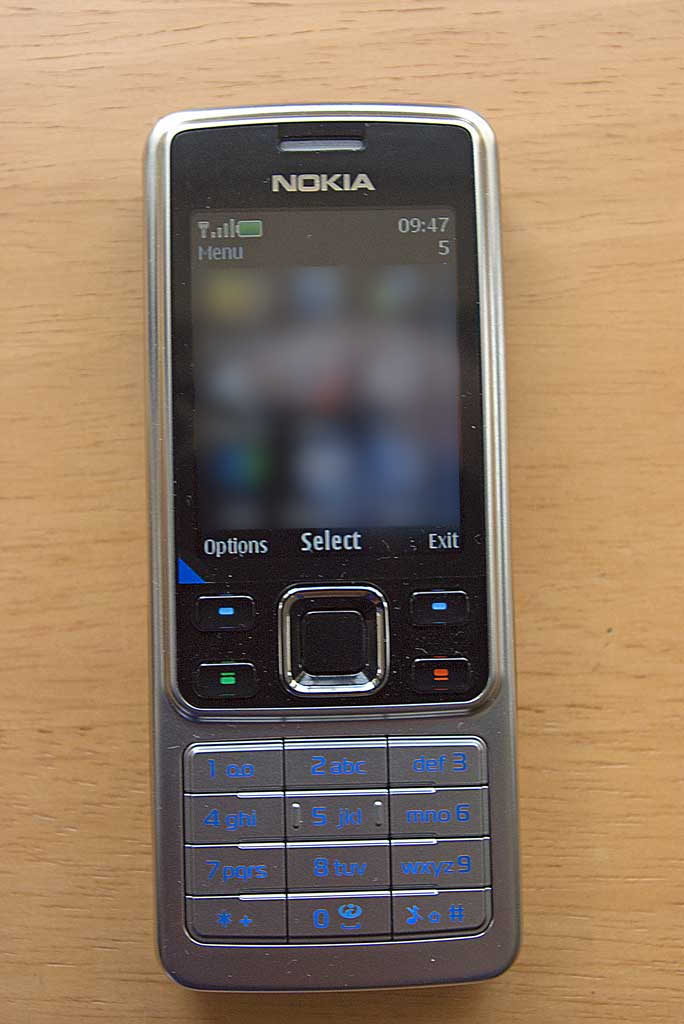
Nokia 6300
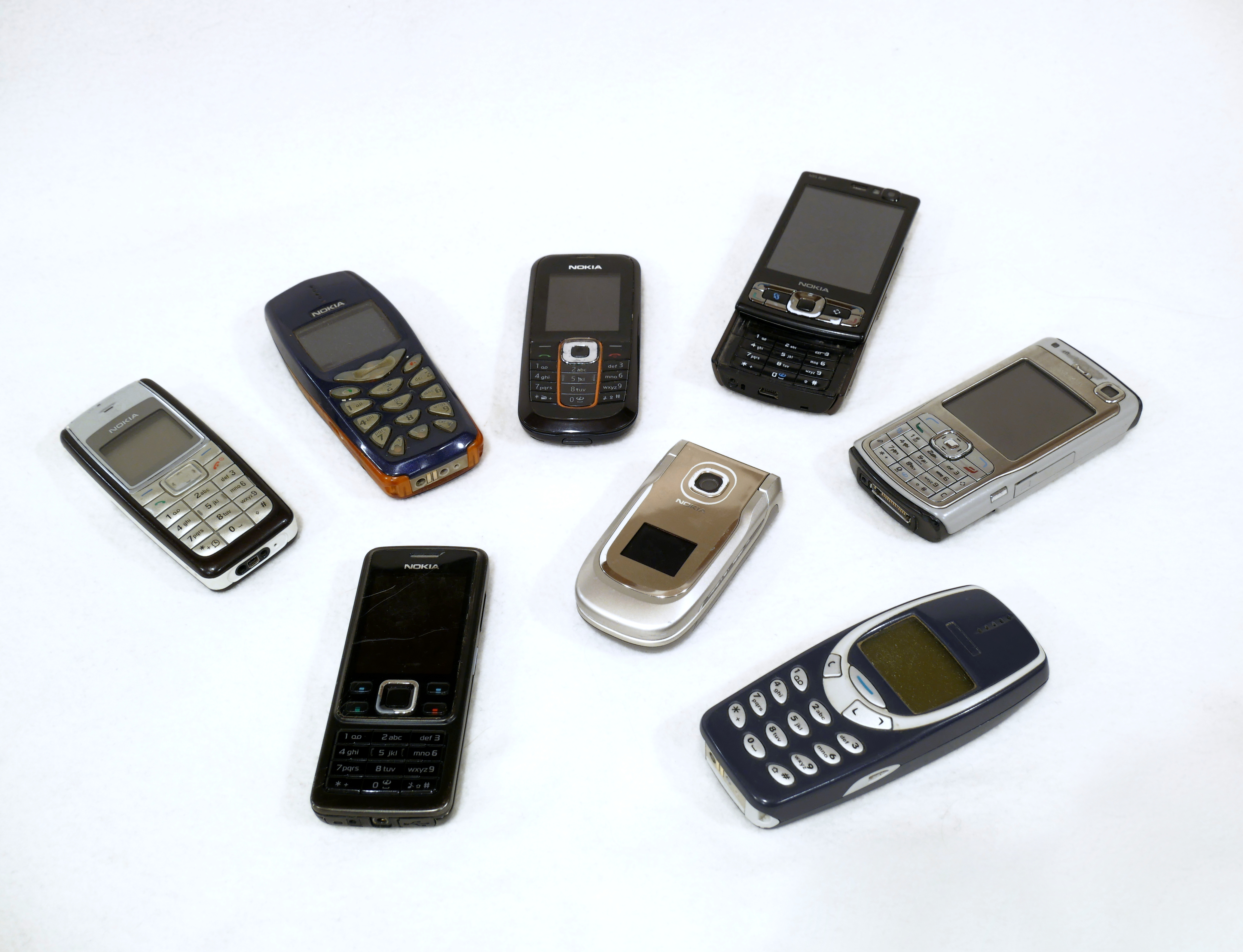
Diverse Mobiltelefone von Nokia aus den 2000er-Jahren
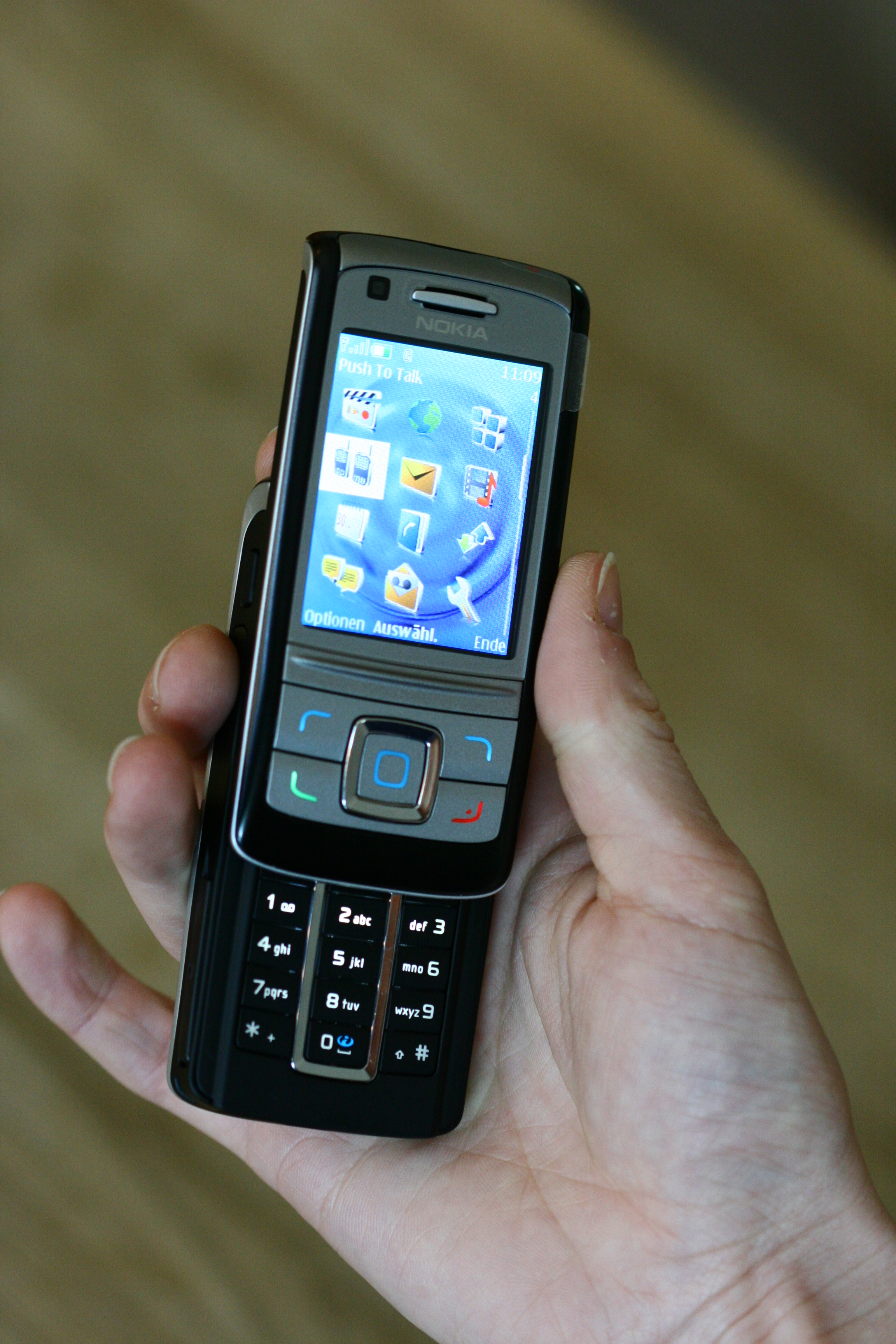
UMTS-Handy 6280 von Nokia
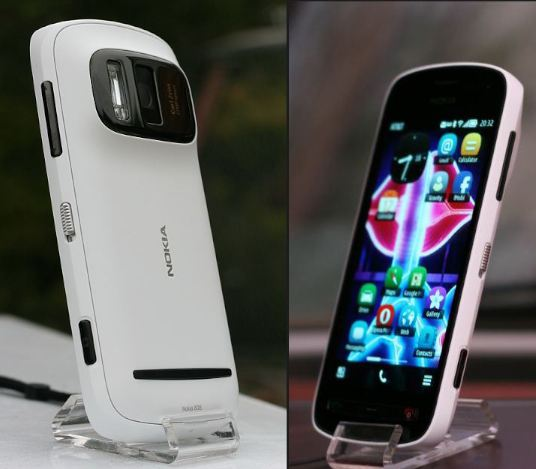
Nokia 808 PureView, das letzte Nokia-Smartphone mit Symbian-Betriebssystem
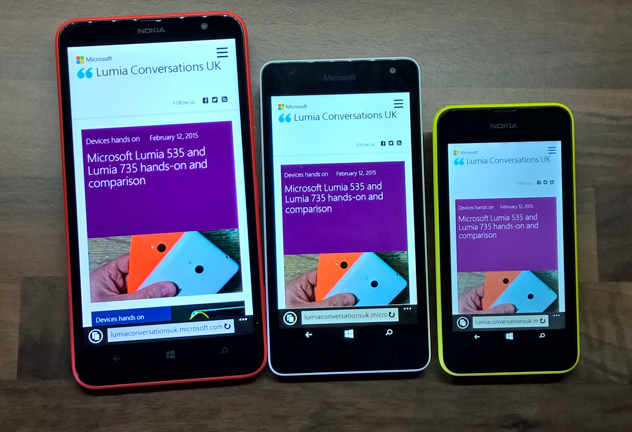
Nokia- und Microsoft-Lumia-Geräte
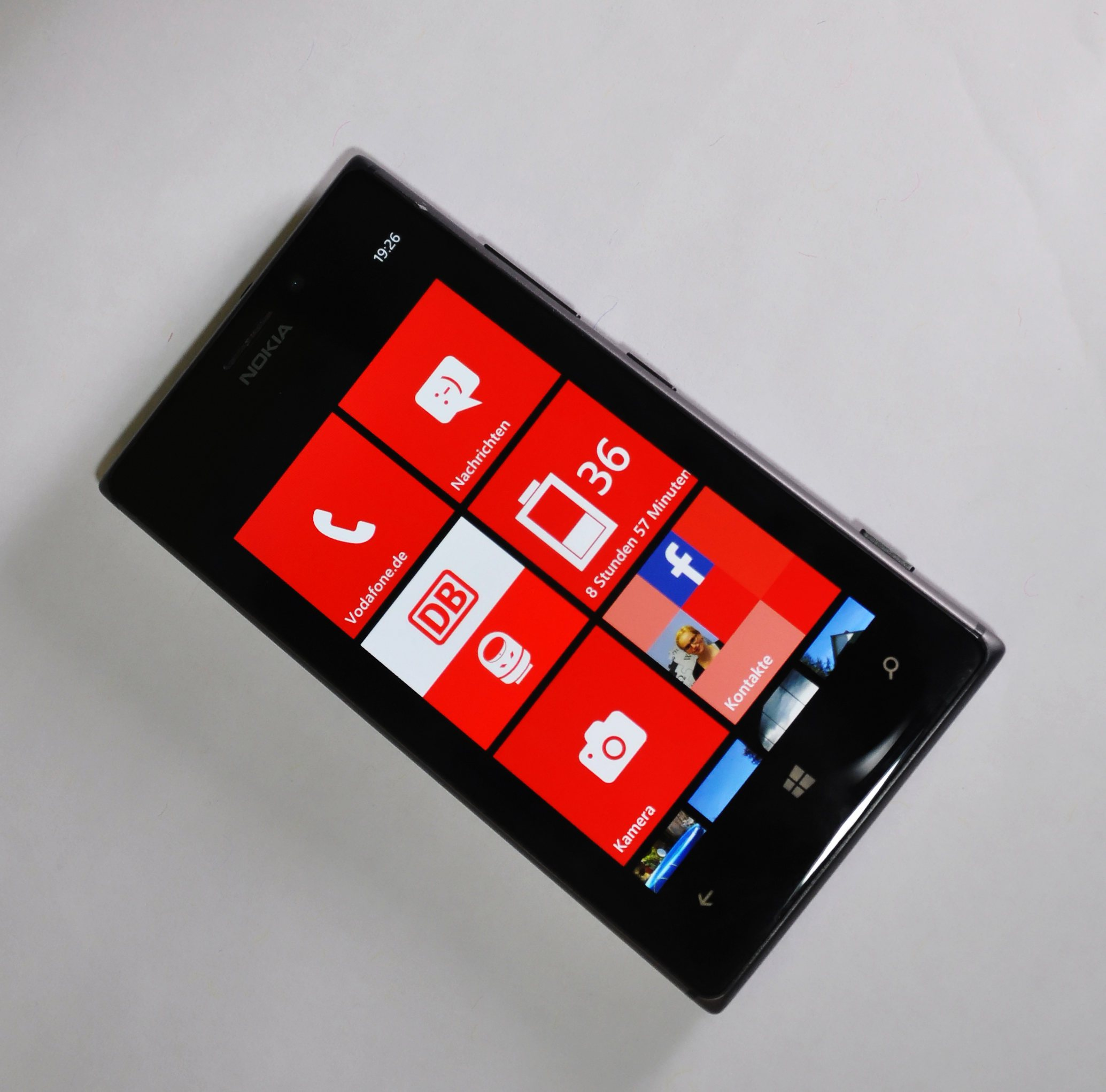
Nokia Lumia 925
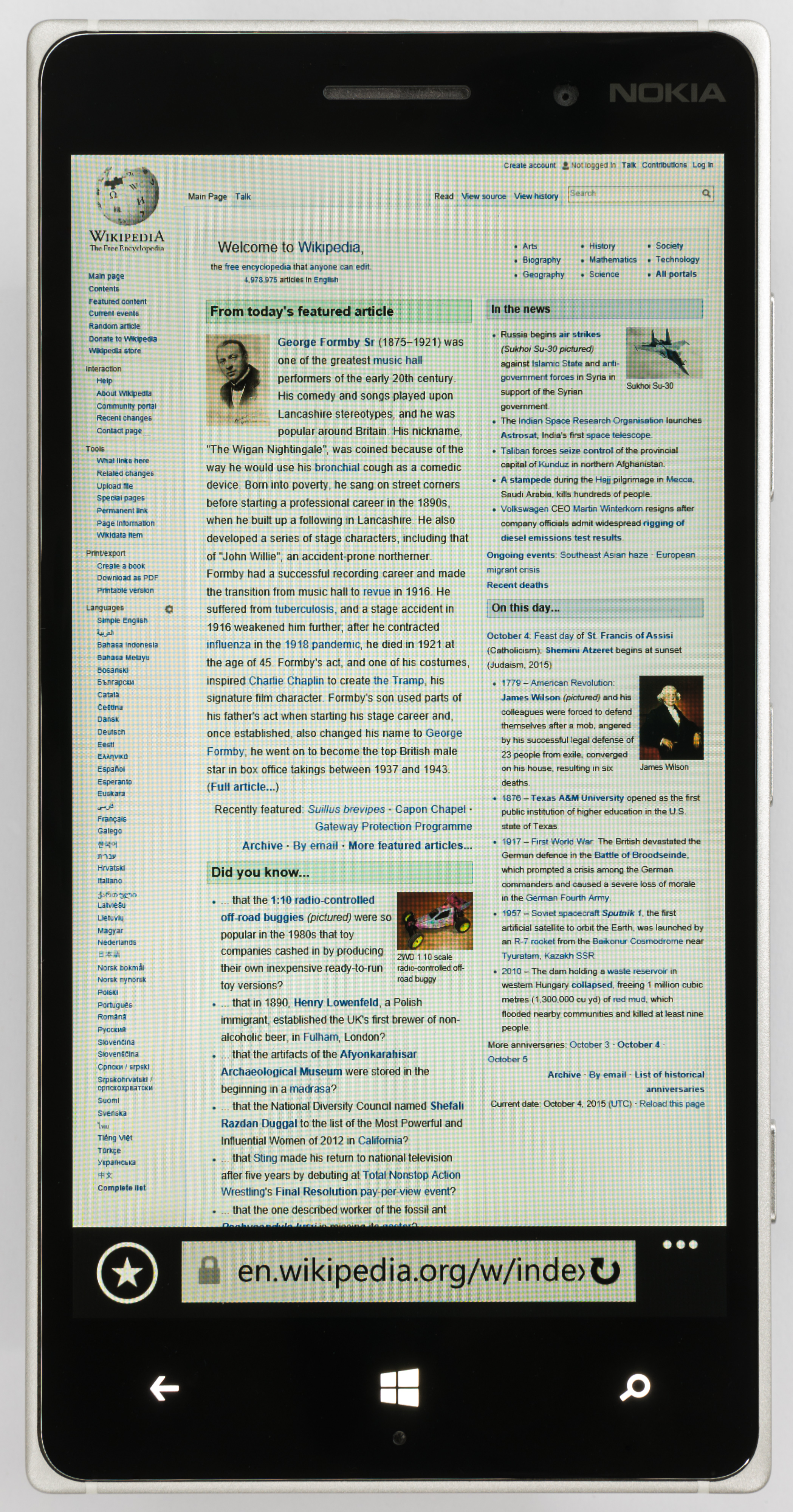
Nokia Lumia 830
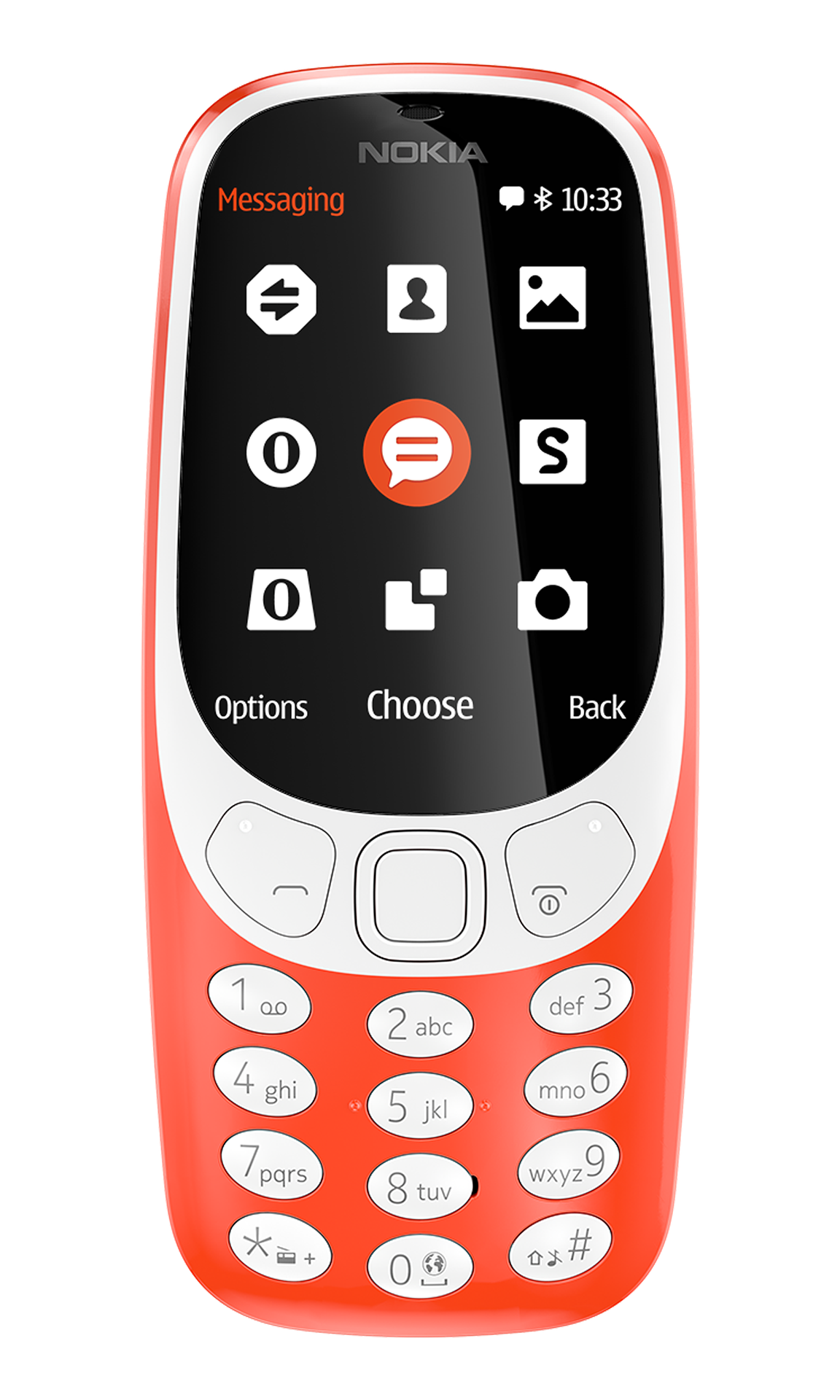
Nokia 3310 Retro
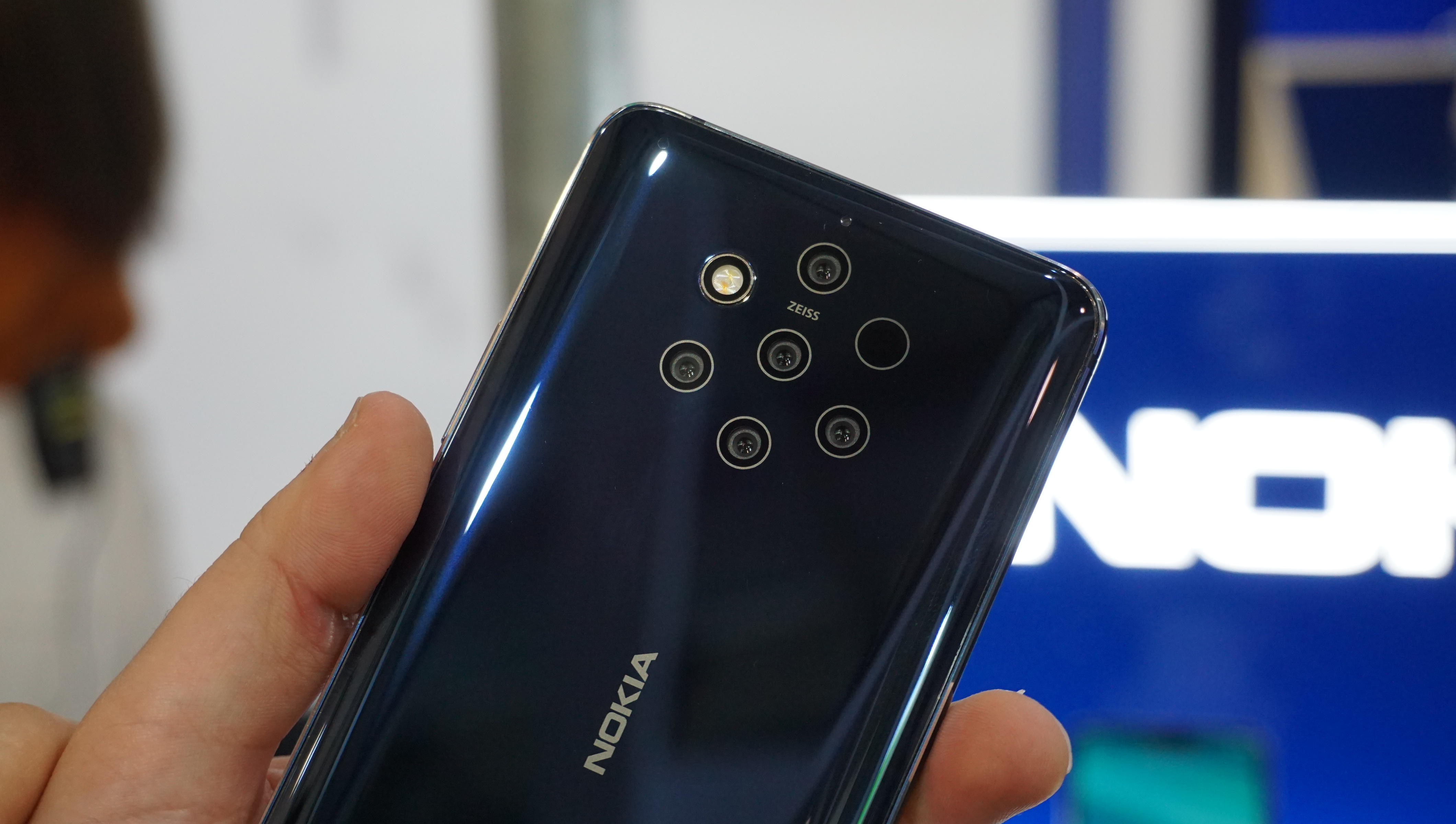
HMD-Gerät Nokia 9 PureView
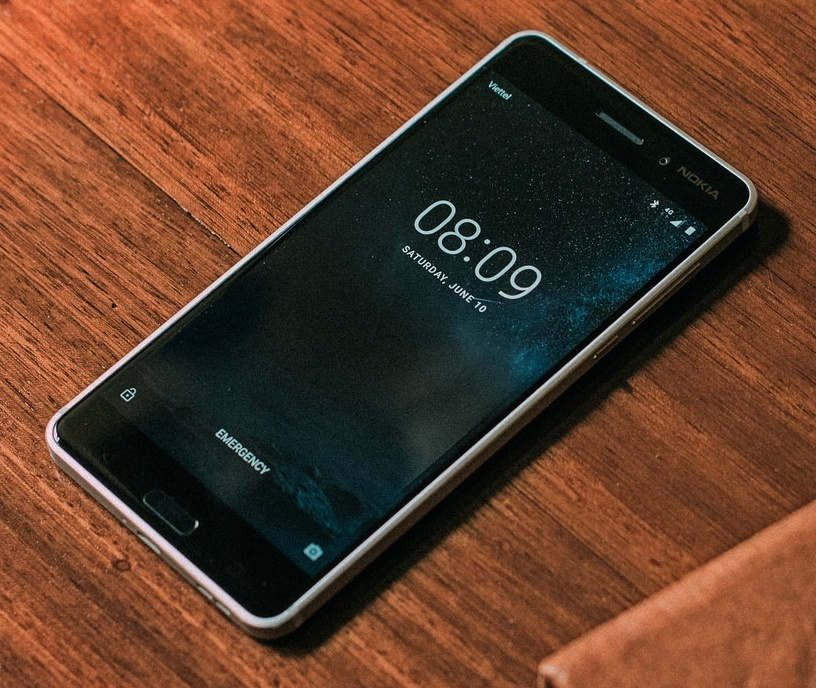
Nokia 6

### Nokia-Handys in Eigenregie (1987 bis 2011)
Nokia brachte 1987 sein erstes Mobiltelefon, das Mobira Cityman 900, auf den Markt. 1992 folgte das erste GSM-Modell, das Nokia 1011, benannt nach seinem Erscheinungsdatum, dem 10. November. Bis Ende 2011 nutzte Nokia ein Nummerierungsschema für seine Mobiltelefone. Die erste Stelle der vierstelligen Nummer kategorisierte das Telefon, und die nachfolgenden Stellen gaben Hinweise auf Funktionen und Produktvariationen. Die zweite Stelle unterschied oft Bauform oder Funktionalität, während die dritte zunächst das Netz angab, später aber auf die Generation hinwies. Die vierte Stelle betraf meist die Ausstattung, z. B. fehlte dem 6681 im Vergleich zum 6680 UMTS und eine Zweitkamera. Modelle mit einem „i“ am Ende waren verbesserte Versionen erfolgreicher Vorgänger, etwa das 6310i gegenüber dem 6310.
Die Modellnummern von Nokia-Handys werden üblicherweise in zwei Teilen ausgesprochen, wie z. B. das 6210 als „Zweiundsechzig-Zehn“ oder das 9300 als „Dreiundneunzig-Null-Null“, wobei Ziffern, die mit „00“ enden, auch „Dreiundneunzig-Hundert“ genannt werden. Modelle wie das 6201 werden „Zweiundsechzig-Eins“ oder „Zweiundsechzig-Null-Eins“ ausgesprochen. Die Serien wurden folgendermaßen kategorisiert: 9xxx als Communicator-Serie mit aufklappbaren Smartphones und Volltastatur; 8xxx als Premium-Design-Serie mit edlem Design und im oberen Preissegment; 7xxx als Fashion-Serie mit ungewöhnlichen Formen und neuen Funktionen, die zuerst implementiert wurden; 6xxx als Classic-Business-Serie für geschäftliche Nutzung mit schlichtem Design; 5xxx als Active-Serie für Outdoor und spezielle Zwecke; 3xxx als Youth-Expression-Serie für mittlere Preisklasse; 2xxx als Basic-Expression-Serie mit einfachen Modellen, teils mit Kamera; 1xxx als Ultrabasic-Serie mit hoher Akkulaufzeit und wenig Funktionen; und die N-Gage-Serie für mobile Spielkonsolen. Ab 2010 wurden vierstellige Modellnamen durch die Kategorien Eseries, Nseries, Cseries und Xseries ersetzt. Diese hatten eine aufsteigende Zahlenfolge und ein Suffix zur funktionalen Einstufung: Nseries für Multimedia- und High-End-Geräte, Eseries für Business-Smartphones, Xseries für Musiktelefone und Cseries für Connectivity-orientierte Modelle.
Die ursprünglichen Nokia-Mobiltelefone wurden mit proprietären Ladegeräten geladen, wobei fast jedes Nokia-Telefon mit nahezu jedem kompatiblen Ladegerät aufgeladen werden konnte. Spätere Modelle nutzen den Micro-USB- oder USB-Typ-C-Anschluss. Nokia ermöglichte oft den Austausch von Akku, Display, Gehäuseteilen und Tastatur, was bei anderen Herstellern weniger üblich war. Zwischen 1992 und 2014 nutzte Nokia verschiedene Betriebssysteme wie Nokia OS, Geos 3.0, Symbian und dessen Weiterentwicklung Symbian^3 sowie Microsofts Windows Phone. Bei Mobiltelefonen für das CDMA-Netz nutzte Nokia das von Qualcomm entwickelte REX, und exklusive Modelle für Verizon Wireless wurden mit dem Verizon Wireless UI ausgestattet.

### Nokia-Handys unter der Regie von Microsoft (2011 bis 2016)
Im Februar 2011 verkündete Nokia, zukünftige Smartphones mit dem Betriebssystem Windows Phone von Microsoft auszustatten, wofür Nokia rund eine Milliarde US-Dollar für Entwicklung und Werbung erhielt. Am 26. Oktober 2011 wurden auf der Nokia World die ersten Modelle mit Windows Phone 7.5 vorgestellt. Ende Februar 2012 präsentierte Nokia auf dem Mobile World Congress das Modell 808 PureView mit einer 41-Megapixel-Kamera und Carl-Zeiss-Objektiv, basierend auf Symbian Belle mit Feature Pack 1. Im Oktober 2012 wurde dazu Feature Pack 2 veröffentlicht. Das 808 PureView war Nokias letztes Symbian-Smartphone. Mit dem Nokia 500, vorgestellt im August 2011, begann Nokia eine dreistellige Modellnummerierung. Im Herbst 2011 folgte die Nokia Lumia-Reihe, ebenfalls mit dreistelligen Modellnummern, die 2014 von Microsoft übernommen und als Microsoft Lumia fortgeführt, aber Anfang 2016 eingestellt wurde. Zwischen Ende 2014 und Ende 2016 veröffentlichte Microsoft einfache Feature Phones unter dem Namen Nokia (1xx, 2xx).
Von 2011 bis 2014 gehörten zum Portfolio das Nokia 500 und Nokia 700 als Nachfolger der Cseries und Vorgänger der Lumia-Modelle, das Nokia 808 PureView mit 41-Megapixel-Kamera, die Lumia-Reihe für Windows Phone-Smartphones und die Asha-Reihe für günstige Telefone mit Nokia Series 40. Seit 2013 kamen Nokia Series 30+ Modelle wie Nokia 108, 220, 225 und unter Microsoft 130, 215, 105, 222, 230, 216 hinzu. 2014 wurde die Nokia X-Reihe für Android-Smartphones eingeführt.

### Nokia-Handys unter der Regie von HMD Global (2017 bis 2024)
HMD Global brachte ab 2017 Smartphones mit einstelligen Nummern und Einfach-Handys mit drei- oder vierstelligen Bezeichnungen auf den Markt. Im Jahr 2024 wurde bekannt, dass HMD keine neuen Handys der Marke Nokia auf den Markt bringen wird. Zu den seit Beginn der Lizenzvereinbarung veröffentlichten Modelle gehören unter anderem sogenannte Feature-Phones wie Nokia 150 (Dezember 2016), Nokia 130 (2017) und Nokia 105 (2017), Retro-Klassiker wie Nokia 3310 (2G, 3G, 2017; 4G, 2018), Nokia 8110 4G (KaiOS, 2018) und Nokia 2720 Flip, aber auch Smartphones wie Nokia 1 (2018), Nokia 2 (2017), Nokia 3 (2017), Nokia 5 (2017). Des Weiteren waren auch Oberklassemodelle wie Nokia 8 (2017), Nokia X71 (2019) sowie Nokia 9 PureView Teil der Produktpalette.

## Logos

1865–1965
1965–1986
1992–2005
2005–2007
2007–2023
Seit 2023

## Kritik
2009 übte Nokia Druck auf die finnische Regierung aus, um ein Gesetz beschließen zu lassen, das Unternehmen die Überwachung der elektronischen Kommunikation von Mitarbeitern ermöglicht. Diese Form der Mitarbeiterüberwachung wurde unter anderem von der finnischen Polizei kritisiert, die diese Maßnahme als Form der Übertragung „behördlicher Befugnisse“ ansah. Nokia drohte, dass es im Fall der Ablehnung des Gesetzes Finnland verlassen werde. Das Gesetz, von den Medien „Lex Nokia“ genannt, wurde am 4. März 2009 beschlossen.
Auch das Joint-Venture Nokia Siemens Networks stand wegen der Lieferung von Überwachungsanlagen an den Iran in der Kritik, da diese zur Beschneidung der Meinungsfreiheit, der Unterdrückung der Proteste nach den iranischen Präsidentschaftswahlen 2009 und zur Verfolgung von politischen oppositionellen Gruppierungen eingesetzt wurden. Auch viele andere Staaten, die keine Demokratien sind, sind Kunden dieses Konzerns.
Der Autor Frank Piasecki Poulsen hatte sich auf die Suche nach Coltan-Minen im Kongo begeben und recherchiert, wie dort die wichtigen Mineralien für die Handyproduktion unter inhumanen Bedingungen abgebaut werden. In seinem Dokumentarfilm „Blutige Handys“ konfrontiert er Nokia mit dem Vorwurf, die eigene Profitabilität vor die soziale Verantwortung zur Veröffentlichung der Lieferkette, wie von Menschenrechtsorganisationen empfohlen, zu stellen. Die Kritik des Films bezieht sich dabei auf die gesamte Branche, in dem der Autor Nokia „eher [als] Vorreiter“ in Sachen Nachhaltigkeit bezeichnet. Ein Elektronik-Hersteller-Ranking von Greenpeace, in dem Nokia den dritten Platz belegte, unterstützte diese Aussage.
Nachdem es 2008 in Deutschland bei der Schließung des Werks in Bochum und der Verlagerung der Produktion nach Rumänien viel Kritik gegeben hatte, beschloss Nokia bereits drei Jahre nach Fertigstellung, das Werk in Rumänien ebenfalls zu schließen, um die Produktion zwecks weiterer Kosteneinsparungen nach Asien zu verlagern. Dieses führte zu heftiger Kritik seitens der rumänischen Regionalverwaltung, da der Bau auf einer abgelegenen Ackerfläche erst durch millionenschwere Subventionen des rumänischen Staates unterstützt worden war (bspw. der Anschluss an das Strom-, Wasser- und Straßennetz). Der rumänische Staat verkündete daraufhin, dass er prüfen werde, ob die Millionenzahlungen zurückgefordert werden können.

## Trivia
- Der Signalton für Kurzmitteilungen Spezial ist der Morsecode für SMS. Ähnlich ist der Ansteigend-Signalton der Morse-Code für Connecting People, Nokias Slogan.[117]
- Der Klingelton Nokia Tune basiert auf einem Gitarrenstück namens Gran Vals des spanischen Musikers Francisco Tárrega aus dem 19. Jahrhundert. Deswegen wurde dieser Klingelton auf Nokia-Handys ursprünglich Gran Vals genannt, erst 1998 wurde er zu Nokia Tune umbenannt. Nokia behauptet dennoch, es sei eine Hörmarke. Nokia benutzte diesen Klingelton in all seinen Handys und in den meisten Werbespots als Audiologo.

- Für Werbespots zu NSeries-Geräten wurde der Song In My Heart aus Mobys Album 18 verwendet. Die ersten Takte hatten sich anschließend zu einer eigenständigen Kennung für die NSeries entwickelt. Für Werbespots der Lumia-Serie wurde der Song Garden von Totally Enormous Extinct Dinosaurs verwendet.
- Das Nokia 3310 erlangte aufgrund seiner angeblichen Unzerstörbarkeit eine große Verbreitung als Internet-Meme.